# Charles Darwin
Charles Robert Darwin FRS FRGS FLS FZS JP (/ˈdɑːrwɪn/; phiên âm tiếng Việt: Đác-uyn; sinh ngày 12 tháng 2 năm 1809 – mất ngày 19 tháng 4 năm 1882) là một nhà tự nhiên học, địa chất học và sinh học người Anh, nổi tiếng với những đóng góp lớn lao cho ngành sinh học tiến hoá. Ý tưởng cho rằng mọi loài sinh vật đều có nguồn gốc từ một tổ tiên chung của ông hiện được chấp nhận rộng rãi và được coi là một khái niệm khoa học cơ bản. Trong ấn phẩm cộng tác với học giả Alfred Russel Wallace, ông giới thiệu khái niệm chọn lọc tự nhiên của mình nhằm giải thích mô hình tiến hóa phân nhánh, cho rằng những cuộc đấu tranh sinh tồn trong tự nhiên tạo ra kết quả tương tự như quá trình chọn giống nhân tạo. Darwin được nhận định là một trong những nhân vật có ảnh hưởng nhất trong lịch sử nhân loại, và sau khi qua đời, ông được vinh danh chôn cất tại nghĩa trang Tu viện Westminster.
Darwin công bố thuyết tiến hóa của mình với nhiều bằng chứng thuyết phục trong tác phẩm Nguồn gốc các loài (On the Origin of Species) vào năm 1859. Kể từ những năm 1870, cộng đồng khoa học và phần lớn công chúng có học thức đã chấp nhận tiến hóa là sự thật. Song bấy giờ vẫn có nhiều lời giải thích cạnh tranh cho rằng chọn lọc tự nhiên chỉ đóng một vai trò rất nhỏ trong quá trình tiến hóa, và phải tới tận khi thuyết tiến hóa tổng hợp hiện đại ra đời giữa những năm 1930 đến những năm 1950, giới khoa học mới chấp thuận chọn lọc tự nhiên là cơ chế cơ bản của quá trình tiến hóa. Khám phá khoa học của Darwin được mệnh danh là chất keo thống nhất các ngành khoa học sự sống, đưa ra lời giải thích xác đáng cho sự đa dạng sinh học hiện hữu trên thế giới.
Sự quan tâm của Darwin đến tự nhiên đã khiến ông bỏ bê việc học tập y khoa tại Đại học Edinburgh, dành thời gian trên lớp đi tìm hiểu những loài động vật biển có xương sống. Quãng thời gian nghiên cứu tại Đại học Cambridge (Christ's College) sau đó càng thúc đẩy niềm đam mê khoa học tự nhiên của Darwin. Những quan sát và giả thuyết của ông trong chuyến hải hành kéo dài 5 năm trên con tàu HMS Beagle đã giúp củng cố quan niệm của Charles Lyell về sự thay đổi địa chất đồng nhất, và việc xuất bản cuốn nhật ký đã khiến danh tiếng Darwin nổi như cồn.
Băn khoăn trước sự phân bố địa lý của các loài động vật hoang dã và hóa thạch mà ông thu thập được trong chuyến đi, Darwin bắt đầu điều tra chi tiết về hiện tượng này và đúc kết lý thuyết chọn lọc tự nhiên vào năm 1838. Mặc dù ông đã thảo luận ý tưởng của mình với một số nhà tự nhiên học, ông vẫn cần thêm thời gian để nghiên cứu tỉ mỉ do công tác khảo sát địa chất của ông phải được ưu tiên. Darwin đang chắp bút hoàn thiện lý thuyết của mình vào năm 1858 thì hay tin Alfred Russel Wallace cũng đang viết một bài luận có ý tưởng tương tự, điều này khiến hai ông quyết định bắt tay đồng xuất bản toàn bộ lý thuyết. Công trình của Darwin xác lập rằng sự thế truyền tiến hóa kèm với sự biến đổi (modification) chính là lời giải thích cho sự đa dạng hóa trong tự nhiên. Năm 1871, ông xuất bản tác phẩm The Descent of Man, and Selection in Relation to Sex bàn luận về quá trình tiến hóa loài người và chọn lọc giới tính, rồi tiếp nối với cuốn The Expression of the Emotions in Man and Animals (1872). Nghiên cứu của ông về thực vật đã được xuất bản trong một loạt sách, với cuốn cuối cùng có tiêu đề The Formation of Vegetable Mould, through the Actions of Worms (1881), trong đó ông xem xét về loài giun đất và ảnh hưởng của chúng đối với môi trường thổ nhưỡng.

## Tiểu sử

### Tuổi thơ và giáo dục
Charles Robert Darwin chào đời ngày 12 tháng 2 năm 1809 tại Shrewbury, Shropshire, Anh quốc. Darwin là con kế út trong gia đình khá giả có sáu người con. Ông nội của Darwin  là một nhà bác học có những nghiên cứu rất sâu về động vật, thực vật, khoáng chất và đồng thời còn là nhà phát minh, nhà triết học, nhà thơ và bác sĩ, còn ông ngoại ông là một họa sĩ nổi tiếng với phong cách vẽ màu trên đồ gốm hết sức nổi tiếng và độc đáo. Cha ông là bác sĩ kiêm nhà tài chính tên Robert Darwin và mẹ ông tên là Susannah Wedgwood.

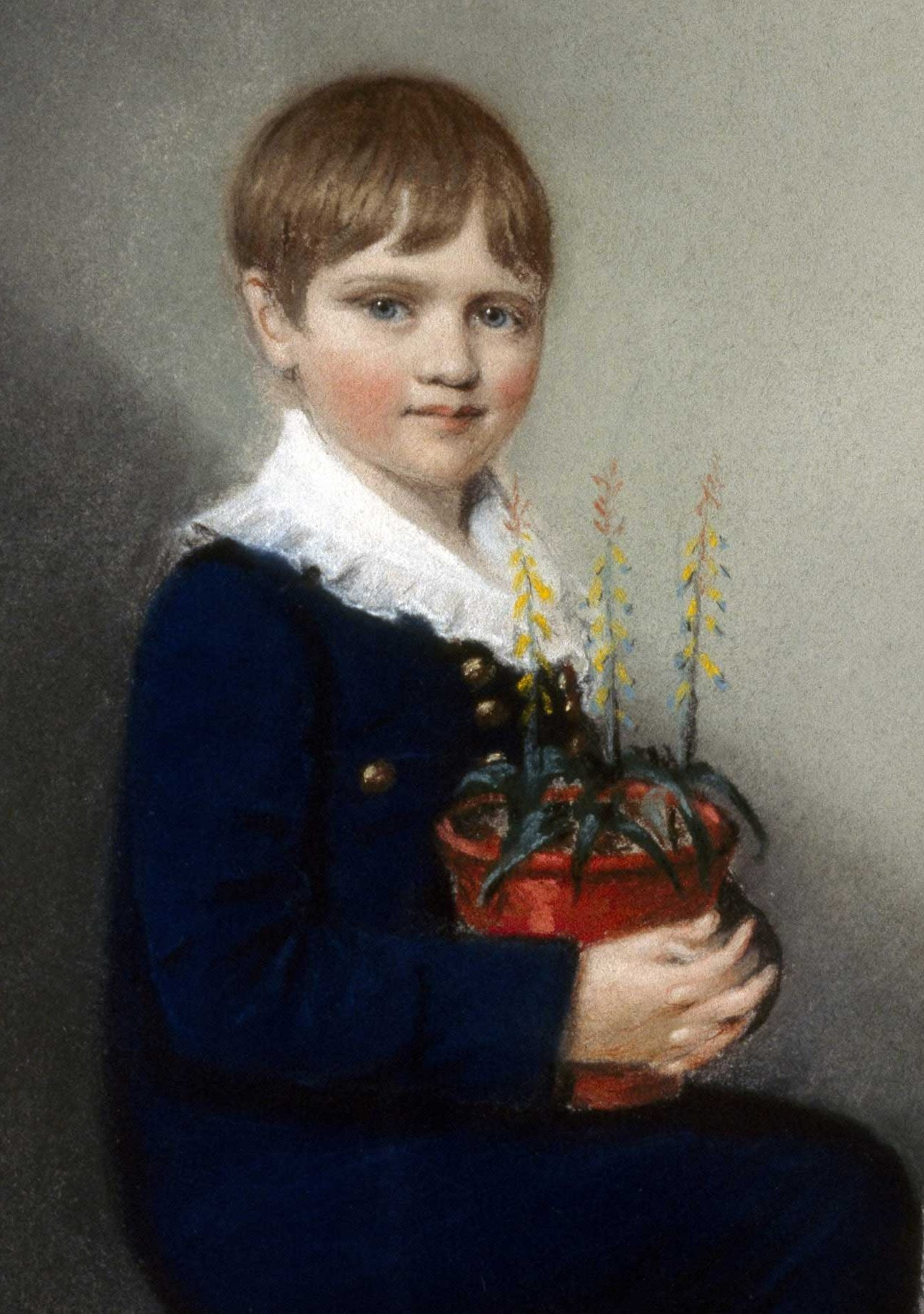
Darwin hồi 7 tuổi ôm chậu cây cảnh, họa phẩm bằng phấn bởi họa sĩ Ellen Sharples

Cả hai bên nội ngoại nhà ông đều là những người theo nhất vị luận, song họ Wedgwoods lúc đó cũng đang tiếp thu các giáo lý của Anh giáo. Robert Darwin là một người cha có tư tưởng phóng khoáng, ông cho con trai Charles được rửa tội vào tháng 11 năm 1809 tại Nhà thờ Thánh Chad, Shrewsbury, nhưng Charles và anh em ông lại được phép cùng mẹ tới nguyện đường chúa nhất vị. Cậu bé Charles 8 tuổi đã có sẵn khiếu cảm thụ tự nhiên và khiếu sưu tầm. Tháng 7 năm 1817, mẹ ông không may qua đời vì bệnh dạ dày. Từ tháng 9 năm 1818, ông cùng anh trai Erasmus học nội trú tại trường Anh giáo Shrewsbury.
Mùa hè năm 1825, Darwin trở thành bác sĩ tập sự dưới trướng cha ông, giúp đỡ và chữa trị cho những bệnh nhân nghèo ở Shropshire. Vào tháng 10 cùng năm, ông và anh trai Erasmus nhập học Trường ĐH Y khoa Edingburgh, bấy giờ là ngôi trường y khoa hàng đầu tại Anh quốc. Ông bỏ bê việc học hành vì không hứng thú với những bài giảng trên lớp và mệt mỏi với bộ môn phẫu thuật. Ông học kỹ thuật nhồi xác động vật từ một nô lệ da đen được trả tự do tên là John Edmonstone, người đã từng đồng hành với Charles Waterton đi khám phá rừng mưa Nam Mỹ.
Lên năm hai đại học, Darwin tham gia một diễn đàn của các sinh viên yêu thích lịch sử tự nhiên có tên là Hội Plinian. Những thành viên có quan điểm dân chủ cấp tiến và theo trường phái duy vật trong nhóm này thường thách thức và tranh luận với các sinh viên có quan điểm tôn giáo về khoa học. Darwin hỗ trợ Robert Edmond Grant với các nghiên cứu giải phẫu và vòng đời của động vật không xương sống thủy sinh ở Firth of Forth. Vào ngày 27 tháng 3 năm 1827 tại hội Plinian, ông công bố phát hiện bào tử đen tìm thấy trong vỏ hàu thực chất là trứng của một con đỉa bám cá đuối. Grant có lần tán tụng học thuyết của Jean-Baptiste Lamarck, những ý tưởng mà Darwin cũng đã có dịp đọc qua trên các tạp chí của ông nội mình Erasmus, điều đó khiến ông rất đỗi ngạc nhiên trước sự táo bạo của Grant. Darwin chán nản khóa học lịch sử tự nhiên của Robert Jameson, bao gồm tranh cãi giữa học thuyết Neptune và Pluton. Ông học cách phân loại thực vật, và hỗ trợ công tác sưu tập của Bảo tàng Đại học (nay là bảo tàng Quốc gia Scotland), một trong những bảo tàng lớn nhất ở châu Âu vào thời điểm đó.
Cha ông khi hay tin con trai mình bỏ bê việc học thì tức tối lắm. Ông bắt Darwin chuyển tới Christ's College, Cambridge học lấy bằng cử nhân nghệ thuật (Bachelor of Arts) với ý định cho con trai mình theo nghề mục xứ Anh giáo. Do Darwin không đỗ kì thi Tripos đầu vào, ông đành phải nhập học hệ thường vào tháng 1 năm 1828. Tuy vậy, Darwin vẫn chẳng chú tâm học hành mà ham mê cưỡi ngựa và bắn súng.

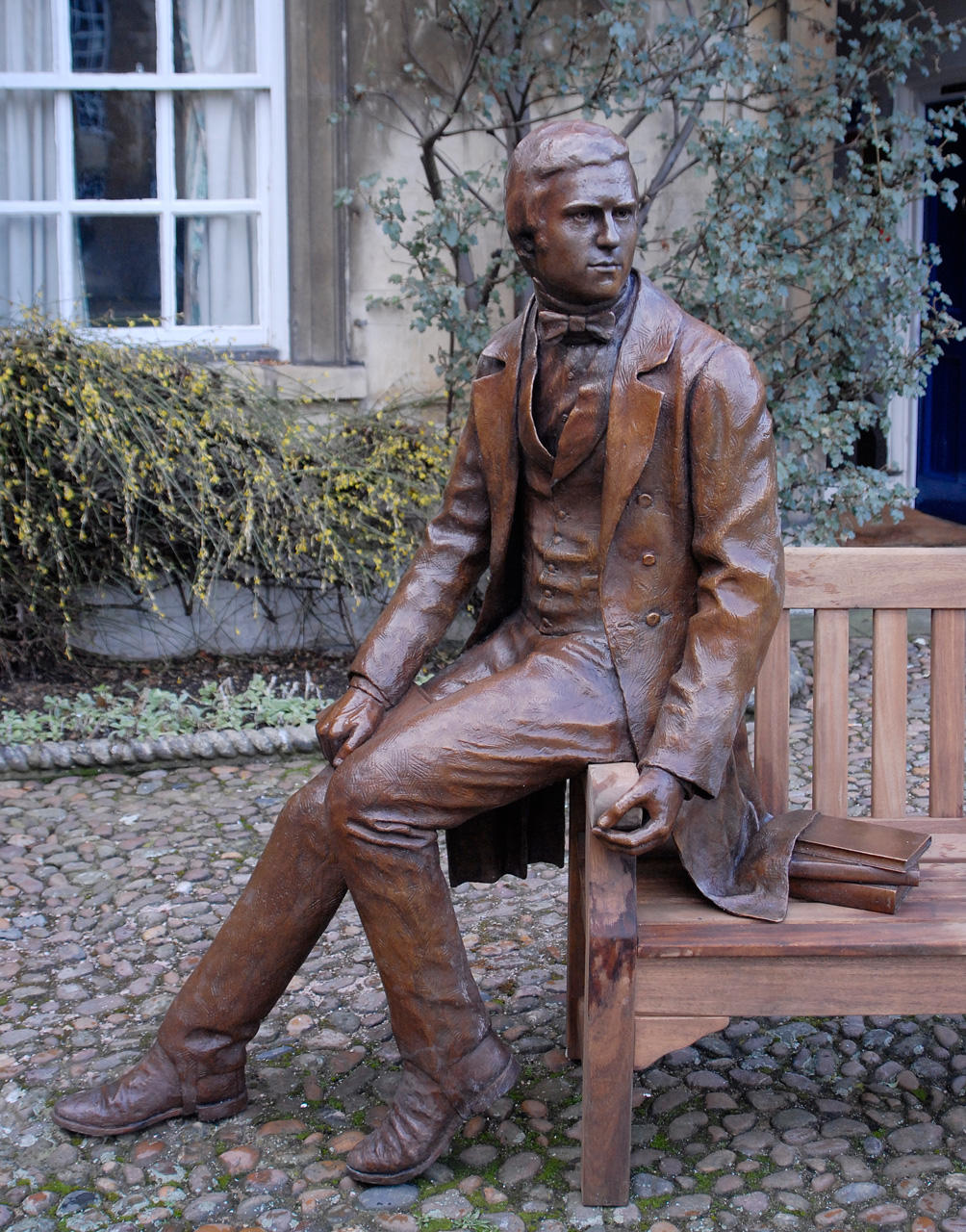
Bức tượng kỷ niệm 200 năm Darwin, mô tả ông lúc còn là sinh viên, tác phẩm của nhà điêu khắc Anthony Smith, đặt tại sân trường Christ's.

Người anh họ thứ hai của Darwin là William Darwin Fox lúc bấy giờ cũng đang học tập tại Christ's College. Fox khoe bộ sưu tập bướm của mình cho Darwin xem, đây cũng là lần đầu tiên ông được tiếp xúc với ngành côn trùng học, và đây cũng chính là nguồn gốc thú sưu tập bọ cánh cứng của Darwin. Một số phát hiện của ông còn được công bố trong cuốn Illustrations of British entomology (1829–32) của James Francis Stephens.
Thông qua Fox, Darwin trở thành môn đồ của giáo sư thực vật học John Stevens Henslow. Ông cũng được vinh dự gặp mặt các nhà tự nhiên học đầu ngành, những người coi khoa học là thần học tự nhiên tôn giáo, và ông còn được họ đặt biệt danh hóm hỉnh là "người dạo bước cùng Henslow". Khi kỳ thi gần tới, Darwin rất chăm chú ôn luyện và rất hứng khởi bởi ngôn từ và lối logic trong cuốn Evidences of Christianity (1795) của William Paley. Vào kỳ kiểm tra cuối cùng tháng 1 năm 1831, Darwin đã hoàn thành rất xuất sắc, đứng thứ 10 trong số 178 sĩ tử.
Darwin phải ở lại Cambridge cho đến tháng 6 năm 1831. Trong thời gian đó, ông nghiên cứu tác phẩm Natural Theology or Evidences of the Existence and Attributes of the Deity của Paley (xuất bản lần đầu vào năm 1802), lập luận cho sự tồn tại của thiết kế thần thánh trong tự nhiên, cho rằng sự thích nghi chính là hành động của Chúa được thể hiện thông qua quy luật tự nhiên. Ông cũng đọc cuốn sách mới của John Herschel mang tên Preliminary Discourse on the Study of Natural Philosophy  (1831), cho rằng mục đích tối thượng của triết học tự nhiên là thấu hiểu các quy luật thông qua suy luận quy nạp dựa trên quan sát, và cuốn Personal Narrative của Alexander von Humboldt, mô tả các chuyến du hành khoa học của ông giữa những năm 1799–1804. Được thôi thúc bởi "nhiệt huyết cháy bỏng" để cống hiến cho khoa học, Darwin lên kế hoạch du lãm Tenerife cùng với một số người bạn sau khi tốt nghiệp để nghiên cứu lịch sử tự nhiên vùng nhiệt đới. Ông dự khóa học địa chất của Adam Sedgwick, rồi được đi điền dã trong vòng hai tuần lập bản đồ địa tầng xứ Wales bắt đầu từ ngày 4 tháng 8.

### Đoàn khảo sát trên con tàuBeagle

Hành trình vòng quanh Trái Đất của con tàu Beagle, 1831-1836

Sau khi từ biệt Sedgwick tại Wales, Darwin sum họp với bạn bè vài ngày tại Barmouth, rồi về nhà vào ngày 29 tháng 8 để nhận bức thư ngỏ của Henslow, mời ông đảm nhận vị trí nhà tự nhiên học trù bị trên con tàu HMS Beagle dưới quyền thuyền trưởng Robert FitzRoy, nhấn mạnh rằng chức vụ này chỉ dành cho một quý ông thực thụ chứ không dành cho "một tên sưu tập quèn". Bốn tuần nữa con thuyền sẽ ra khơi kèm theo sứ mệnh lập bản đồ đường bờ biển Nam Mỹ. Robert Darwin phản đối kế hoạch thám hiểm 2 năm của Darwin vì cho rằng nó chỉ tổ phí thời gian, nhưng ông bị thuyết phục bởi người anh vợ Josiah Wedgwood II nên sau đổi ý và chu cấp tiền nong cho con trai để tham gia đoàn thám hiểm.
Sau nhiều đình hoãn, cuộc du hành chính thức bắt đầu vào ngày 27 tháng 12 năm 1831; chuyến đi mà rốt cuộc mất tận 5 năm ròng. Đúng theo chỉ đạo của FitzRoy, Darwin dành hầu hết thời gian ở trên cạn để xem xét địa chất và gây dựng bộ sưu tập lịch sử tự nhiên, trong khi đó, thủy thủ đoàn của tàu HMS Beagle đi khảo sát và vẽ bản đồ đường bờ biển. Ông ghi chép tỉ mỉ những quan sát và giả thuyết nảy ra trong cuộc thám hiểm. Ông tranh thủ thời gian tại các trạm dừng thuyền để gửi các mẫu vật về Cambridge, cùng thư từ và bản sao cuốn nhật ký cho gia đình ông đọc. Darwin đã có ít chuyên môn về địa chất, sưu tập bọ cánh cứng và giải phẫu sinh vật biển từ trước, song các lĩnh vực khác còn quá đỗi mới mẻ nên ông thường xuyên gửi mẫu vật về để chuyên gia thẩm định. Mặc dù bị say sóng, Darwin rất chịu khó ghi chép trên tàu. Hầu hết các ghi chú động vật học của ông đều bàn về động vật không xương sống ngoài biển, bao gồm đám plankton do ông bắt được bằng một cái lưới tự chế.

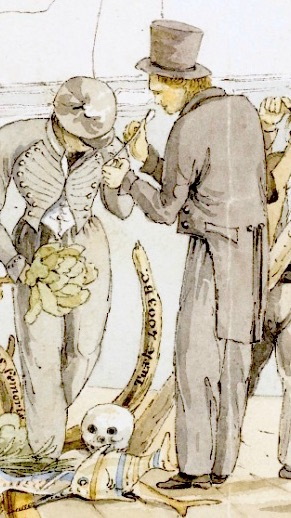
Darwin (bên phải) đứng xem xét hóa thạch trên mạn tàu Beagle khi cập cảng Bahía Blanca ở Argentina; tranh biếm họa của Augustus Earle, họa sĩ ban đầu của đoàn khảo sát.

Tại chặng nghỉ St Jago thuộc Cabo Verde, Darwin phát hiện một dải tầng màu trắng chứa vỏ sò trên vách núi. Thuyền trưởng FitzRoy trước đó đã đưa ông đọc tập một cuốn Principles of Geology (Các nguyên lý của địa chất) của Charles Lyell, trong đó có giới thiệu luận thuyết đồng nhất cho rằng địa hình trồi lên và chìm xuống sau một khoảng thời gian rất dài. Chính vì vậy, tư tưởng của Charles Lyell đã ảnh hưởng rất lớn tới Darwin, góp phần hình thành quan niệm về địa chất của ông. Khi dừng chân tại Brazil, Darwin bị hớp hồn trước quang cảnh rừng cây nhiệt đới, song lại hết sức ghê tởm tình cảnh nô dịch tại đây, khiến ông phải phàn nàn với Fitzroy.
Đoàn khảo sát tiếp tục hướng tới Patagonia. Tại chặng Bahía Blanca, Darwin phát hiện nhiều mảnh xương hóa thạch của những loài hữu nhũ khổng lồ kèm với vỏ sò hiện đại trên vách đá gần Punta Alta, chứng tỏ một cuộc tuyệt chủng mới xảy ra gần đây mà không để lại một dấu vết biến đổi khí hậu hoặc thiên tai nào. Ông nhận dạng hóa thạch này thuộc về chi Megatherium nhờ hình thù của răng và hàm, rồi đoán rằng hóa thạch vảy xương giống giáp armadillo mà ông tìm được trước đó cũng chính thuộc về con vật này dựa trên miêu tả của Georges Cuvier. Số hóa thạch này được chuyển về Anh và nhận được sự quan tâm rất lớn của giới khoa học.
Darwin ngao du cùng các cao bồi gaucho vào sâu trong đất liền để khảo sát địa chất và thu thập thêm hóa thạch. Qua đó, ông đã học thêm nhiều điều về tình hình xã hội, chính trị và nhân chủng của Nam Mỹ vào kỷ nguyên cách mạng của lục địa này. Trên hết, ông đã phát hiện được một dữ kiện sinh học khá thú vị: lãnh thổ của hai loài đà điểu Nam Mỹ tại đây có phần trùng lặp nhau. Về phía nam, ông quan sát hấy nhiều tầng đất chứa đá cuội và vỏ sò do địa hình bãi trồi phát lộ. Ông đọc tiếp tập hai cuốn sách của Lyell và tiếp thu quan niệm "trung tâm sáng tạo" các loài, song những khám phá kế tiếp của Darwin đã thách thức học thuyết của Lyell về tính liên tục mượt và sự tuyệt chủng của các loài.
Ba người Fuegia đồng hành cùng đoàn (họ bị bắt đưa về Anh học tập cải tạo sau cuộc thám hiểm trước) trở về quê nhà để thực hiện sứ mệnh truyền giáo cho đồng bào bản xứ. Darwin nhận xét ba người họ đều rất thân thiện và văn minh. Nhưng khi tới Tierra del Fuego, ông miêu tả thổ dân vùng này "khốn khổ, thấp kém", thể hiện sự khác biệt như giữa thú thuần hóa và thú hoang dã. Tuy vậy, ông vẫn kiên định rằng tất cả nhân loại có cùng một tổ tiên duy nhất và tất cả chủng tộc đều có tiềm năng tiến lên văn minh. Không như những nhà khoa học đồng nghiệp, giờ đây ông cho rằng luôn tồn tại một cây cầu bắc qua khoảng vực thẳm chia cách phần người và phần vật. Một năm trôi qua, ba người Fuegia ấy chẳng còn mặn mà với thứ sứ mệnh do người da trắng cử họ đi làm nữa. Người đàn ông Fuegia với cái tên Anh ngữ là Jemmy Button trở về lối sống cũ, cưới một người vợ bản xứ và không hề muốn quay lại Anh.

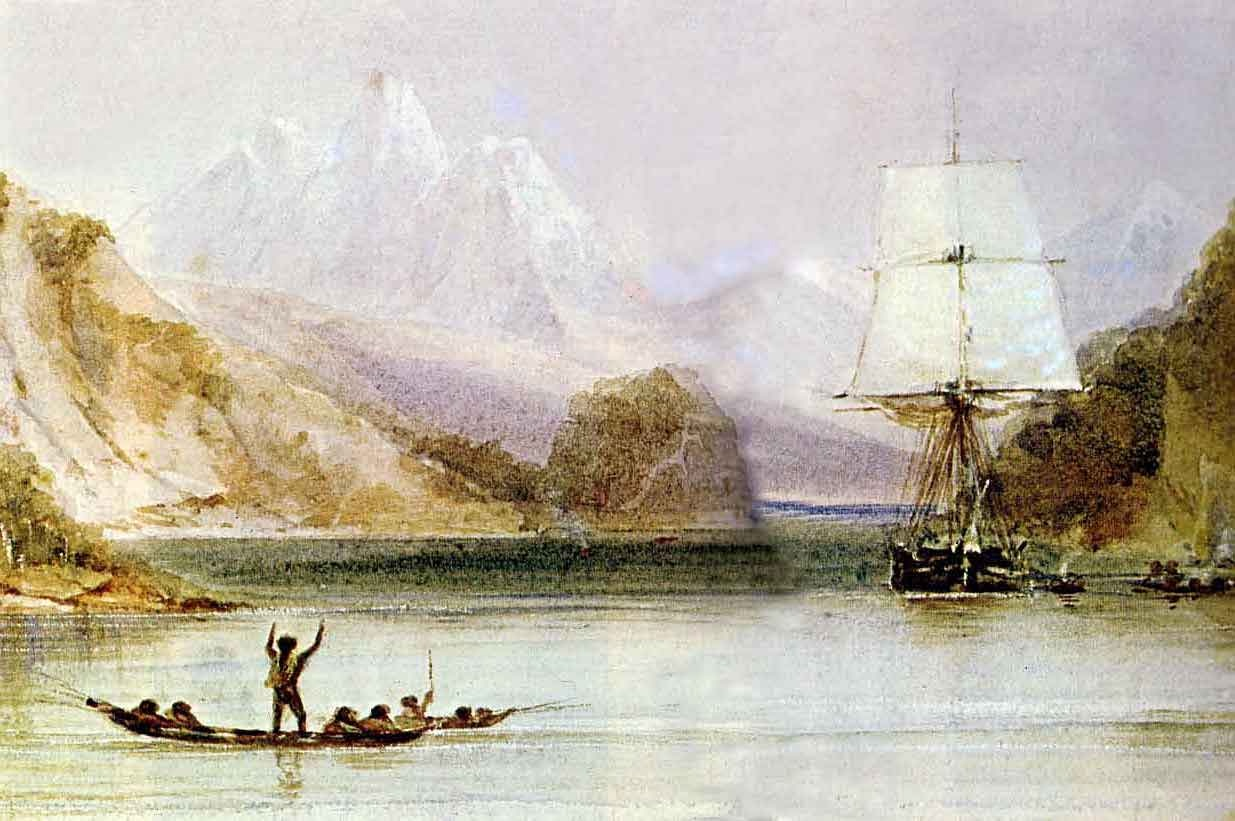
Trong lúc HMS Beagle khảo sát bờ biển Nam Mỹ, Darwin dành thời gian trên đất liền để tìm kiếm bằng chứng và hình thành các giả thuyết về địa chất và sự tuyệt chủng của các loài thú cổ. Tranh màu nước phác họa Tierra del Fuego, bởi họa sĩ của con tàu Conrad Martens, thay thế họa sĩ trước đó là Augustus Earle

Tại Chile, Darwin đã chứng kiến trận động đất vào năm 1835 và phát hiện bằng chứng mặt đất đã trồi lên một ít, bao gồm những dải vẹm mắc cạn vượt mức thủy triều tột đỉnh. Ông đã trông thấy những vỏ sò trên dãy Andes, cùng nhiều cây hóa thạch đứng trơ trụi ở một bãi cát ven biển. Ông suy luận rằng khi mặt đất trồi lên, các hòn đảo sẽ chìm xuống, và khiến các rạn san hô xung quanh đảo kết lại thành đảo san hô vòng.
Tại Quần đảo Galapagos mới hình thành, Darwin tìm kiếm bằng chứng để làm sáng tỏ quan điểm "trung tâm sáng tạo" của Lyell . Ông phát hiện ra các loài chim nhại có hình dạng giống các loài chim sống trên đất liền ở Chile, nhưng chúng lại có sự biến tướng ở từng đảo. Ông nghe nói rằng người dân vùng này chỉ cần căn cứ vào hình dáng mai rùa để biết chắc hòn đảo nơi con rùa đó phát tích, nhưng đáng tiếc thay ông không thu thập bất kỳ mẫu mai rùa nào. Đổ bộ tại Úc, ông bình rằng những con chuột túi và thú mỏ vịt tại đây có hình thù hết sức kỳ quái, cứ như thể hai đấng sáng thế khác nhau đã tạo ra chúng. Ông nhận xét thổ dân Úc rất "vui tính và hòa nhã", và ông cũng thông cảm trước sự suy giảm dân số của họ do tác động của di dân châu Âu.
FitzRoy đã nghiên cứu sự hình thành đảo san hô tại Quần đảo Cocos (Keeling), và các kết quả đo đạc có vẻ ủng hộ giả thuyết của Darwin. FitzRoy chắp bút viết cuốn Narrative of the Beagle, chép về toàn bộ cuộc hành trình của đoàn, và sau khi tham khảo nhật trình của Darwin, ông đã đề xuất gộp hai bản lại làm một. Phần nhật ký của Darwin sau cùng được viết lại thành tập 3 riêng, ghi chép về địa chất và lịch sử tự nhiên.
Tại Cape Town ở Nam Phi, Darwin và FitzRoy gặp mặt John Herschel, người gần đây đã viết thư cho Lyell ca ngợi thuyết đồng nhất luận của ông ta vì đã khơi mào cho các suy đoán táo bạo về "bí ẩn của những bí ẩn, sự thay thế các loài đã tuyệt chủng bởi những loài khác" như là "một thứ tự nhiên chống lại quá trình thần kỳ". Trên quãng đường hồi Anh, Darwin sắp xếp lại các ghi chép của mình và viết rằng, nếu những nghi ngờ ngày càng lớn của ông về chim nhại, rùa cạn và cáo Falkland là đúng, thì "những sự thật như vậy làm suy yếu sự ổn định của Các Loài" (nguyên văn: "such facts undermine the stability of Species"), rồi sau lại thận trọng hiệu đính thêm từ "would" trước "undermine". Ông kể thêm rằng những sự thật như vậy "đối với tôi dường như đã làm sáng tỏ chút nào nguồn gốc của các loài".
Những đoạn trích từ các bức thư gửi Henslow của Darwin đã được đọc trước các hội khoa học (Darwin lúc đó không được thông báo về điều này), rồi được in thành tập sách nhỏ để phát riêng cho các thành viên của Hiệp hội Triết học Cambridge, và được đăng lên các tạp chí học thuật, bao gồm tờ The Athenaeum. Darwin lần đầu hay tin này ở Cape Town, và tại Đảo Ascension, ông đọc được dòng nhận xét của Sedgwick về mình như sau: "[Darwin] sẽ trở thành một tên tuổi vĩ đại trong số các nhà Tự nhiên học của Châu Âu".

### Học thuyết tiến hóa Darwin ra đời

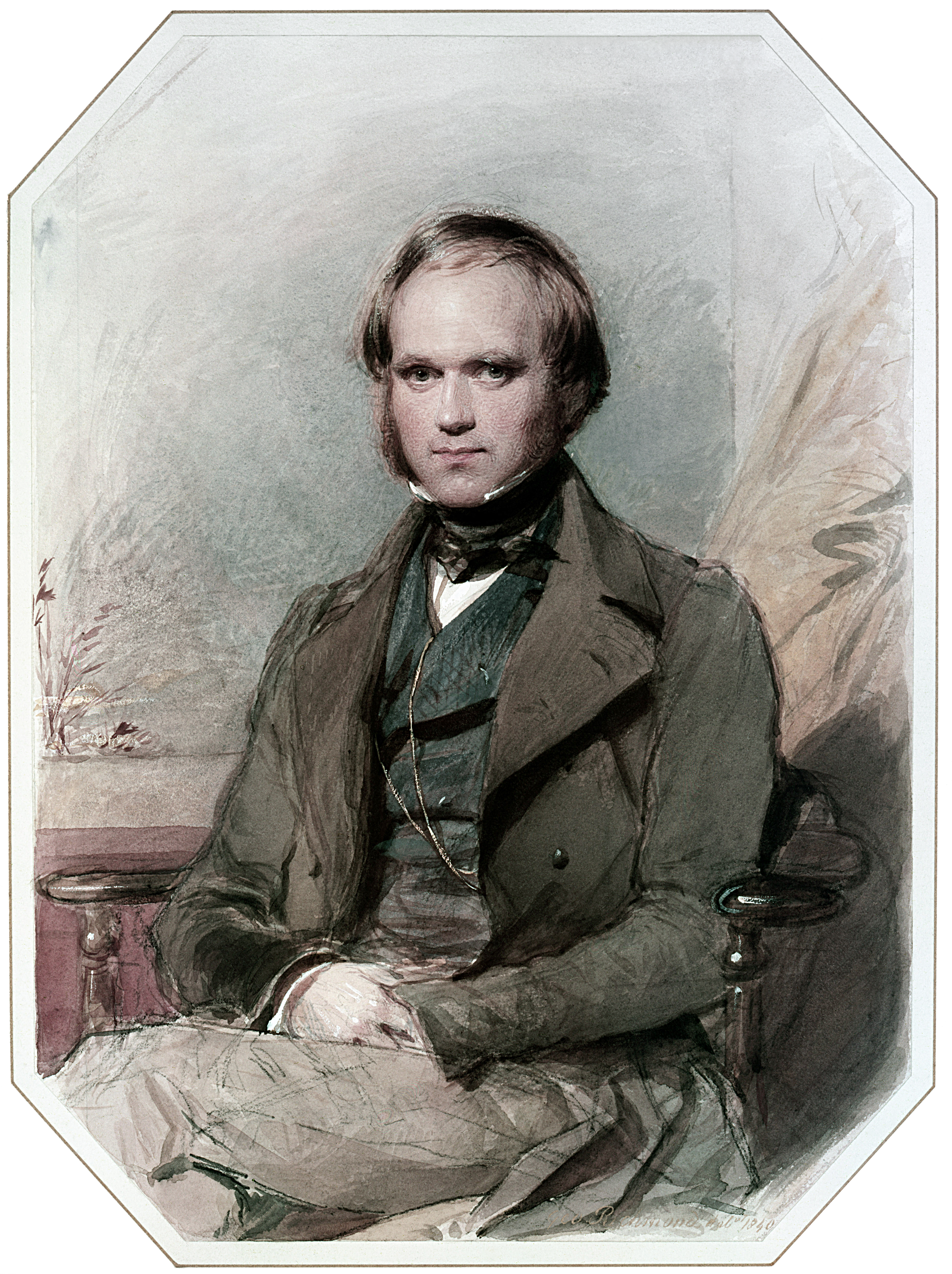
Ngay từ lúc còn rất trẻ, Darwin đã trở thành một phần của giới hàn lâm khoa học. Họa phẩm chân dung bởi George Richmond.

Vào ngày 2 tháng 10 năm 1836, con tàu Beagle cập bến Falmouth, Cornwall. Darwin nhanh chóng bắt chuyến xe khách tới Shrewsbury để thăm gia đình. Sau đó, ông vội vã đến Cambridge để gặp Henslow, và được khuyên tìm tới các nhà tự nhiên học rảnh rỗi để giúp đỡ lập danh mục bộ sưu tập động vật và các mẫu thực vật. Cha của Darwin thu xếp các khoản đầu tư, tạo điều kiện cho con trai ông trở thành một nhà khoa học độc lập về mặt tài chính. Darwin lúc đó rất hào hứng tới lui các viện nghiên cứu ở London để tìm kiếm các chuyên gia có khả năng mô tả bộ sưu tập. Các nhà động vật học Anh quốc lúc bấy giờ rất bận rộn bởi Đế quốc Anh khuyến khích sự sưu tầm lịch sử tự nhiên, và nhiều mẫu vật có nhiều nguy cơ nằm phủ bụi trong các kho chứa.
Charles Lyell háo hức đến gặp Darwin lần đầu vào ngày 29 tháng 10 và giới thiệu với Darwin nhà giải phẫu đầy triển vọng tên là Richard Owen, công tác tại Trường Cao đẳng Giải phẫu Hoàng gia (Royal College of Surgeons), nơi có trang thiết bị cần thiết để nghiên cứu xương hóa thạch. Owen xác định được một số loài động vật tuyệt chủng khác ngoài chi Megatherium, bao gồm: một bộ xương gần hoàn chỉnh của chi Scelidotherium, và một hộp sọ Gặm nhấm có kích thước tương đương sọ hà mã thuộc chi Toxodon có hình dạng giống một con capybara khổng lồ. Mảnh giáp trước đó mà Darwin tìm thấy thuộc về chi Glyptodon, một loài armidolo tiền sử khổng lồ, giống như những suy đoán ban đầu của Darwin. Những sinh vật đã tuyệt chủng này có mối quan hệ họ hàng gần gũi với những loài hiện còn sống ở Nam Mỹ.
Darwin thuê trọ tại Cambridge vào giữa tháng 12 để sắp xếp các phân loại của chuyên gia, và biên tập nghiên cứu để xuất bản. FitzRoy theo lời của William Broderip khuyên Darwin tách ghi chép của ông thành một tập riêng của bộ sách Narrative, với nhan đề Journal and Remarks (cái tên nổi tiếng hơn là The Voyage of the Beagle).
Bài báo khoa học đầu tiên của Darwin nêu ra bằng chứng lục địa Nam Mỹ đang dần trồi lên, và với sự đốc thúc nhiệt thành của Lyell, Darwin đã thuyết trình bài báo trước toàn thể Hiệp hội địa chất London vào ngày 4 tháng 1 năm 1837. Cùng hôm đó, ông trưng bày các mẫu động vật hữu nhũ và điểu cầm lên Hiệp hội Động vật học. Nhà điểu cầm học John Gould phát hiện ra rằng những con chim mà Darwin lầm tưởng là tập hợp những con quạ, chim yến hồng, chim mỏ to thực chất là 12 loài sẻ khác nhau. Vào ngày 17 tháng 2, Darwin được bầu cử làm thành viên Hội Địa lý, nơi mà Lyell đang nắm chức chủ tịch. Lyell trình bày những phát hiện của Owen về hóa thạch mà Darwin sưu tầm, và nhấn mạnh rằng sự liên tục địa lý của các loài đó củng cố thuyết đồng nhất luận.

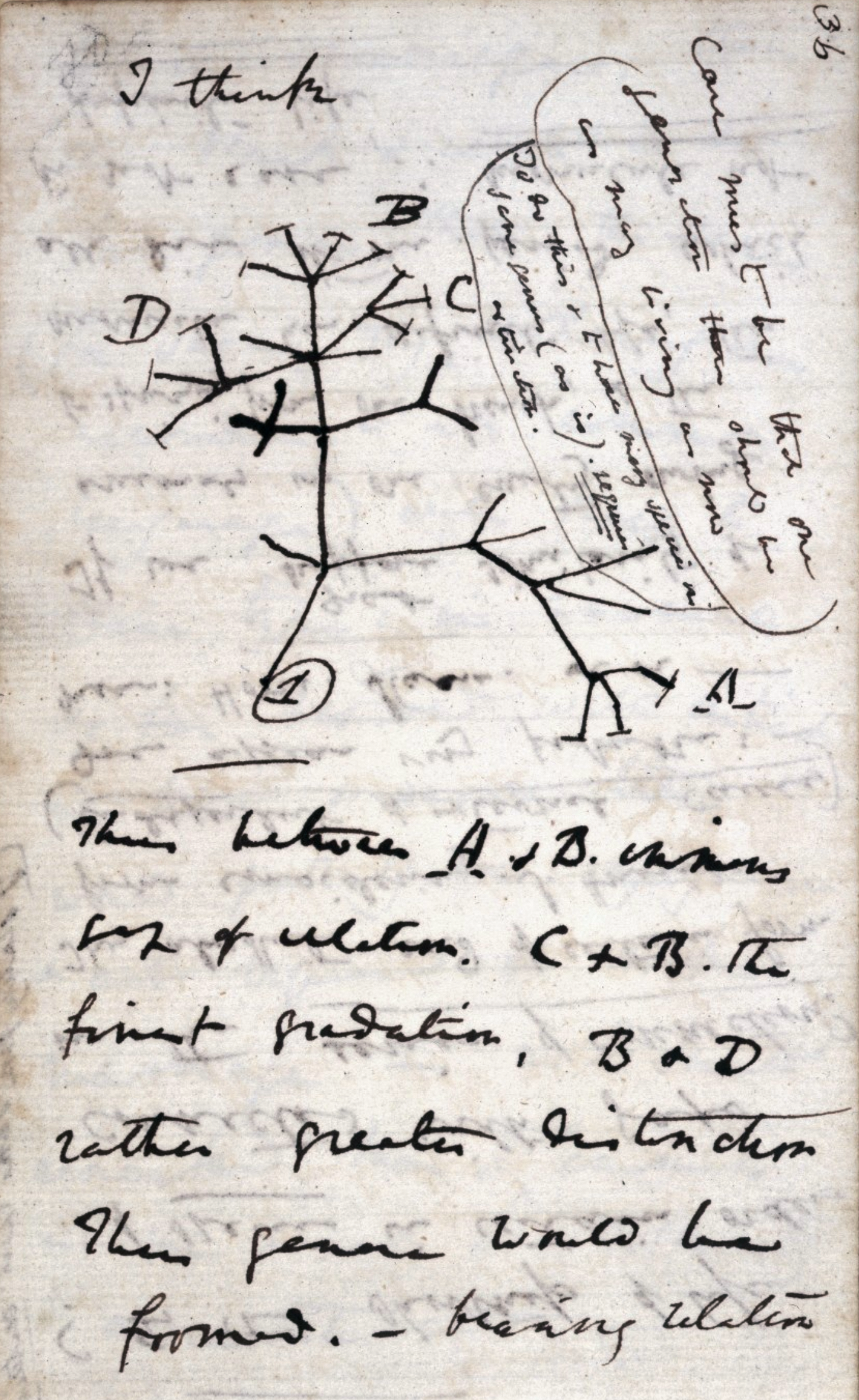
Giữa tháng 7 năm 1837, Darwin bắt đầu viết cuốn sổ "B" về Sự dị biến của Các Loài. Ở trang 36, ông có ghi dòng chữ "I think" (tôi nghĩ) bên trên phác thảo cây tiến hóa vì vẫn còn phân vân về học thuyết của chính mình.

Đầu tháng 3, Darwin chuyển đến London để tiện công tác, gặp mặt các nhà khoa học và chuyên gia đồng nhiệp xã giao của ông Lyell. Tiêu biểu trong số đó là Charles Babbage, người có tư tưởng coi Chúa chính là đấng kiến tạo các quy luật. Darwin ở chung với người anh phóng khoáng Erasmus, một phần của vòng xã giao Whig này và là bạn thân của Harriet Martineau, một người ủng hộ chủ nghĩa Malthus ngọn nguồn của chính sách cải cách giai cấp bần dân của Đảng Whig lúc bấy giờ, chủ trương dừng các chương trình an sinh xã hội để trấn áp nạn quá tải dân số và nghèo đói kèm theo. Martineau là người theo nhất vị luận, bà hoan nghênh tư tưởng cấp tiến trong thuyết đột biến loài, được sự ủng hộ của Grant và nhiều bác sĩ phẫu thuật trẻ chịu ảnh hưởng của Étienne Geoffroy. Thuyết biến dị bị những người Anh giáo bảo thủ bấy giờ ghét cay ghét đắng, nhưng lại được các nhà khoa học uy tín công khai thảo luận. Họ cũng bắt đầu quan tâm đến bức thư của John Herschel tán dương hướng tiếp cận của Lyell, coi nó là hướng nghiên cứu để tìm ra căn nguyên của các giống loài mới.
Gould gặp Darwin và trao đổi với ông rằng những con chim nhại Galápagos ở từng hòn đảo là những loài riêng biệt chứ không phải là biến thể, và con vật mà Darwin từng tưởng là "chim tiêu liêu" (wren) thực chất cũng là một loài chim sẻ. Darwin không gán thẻ địa lý cho các mẫu vật đem về nhà, nhưng nhờ các ghi chú của những thủy thủ khác, bao gồm FitzRoy, ông mới xác định được con chim nào thuộc về hòn đảo nào. Hai biến thể đà điểu Nam Mỹ mà ông thấy cũng thực chất là hai loài riêng biệt, và vào ngày 14 tháng 3, Darwin trình bày kiểu phân bố địa lý của chúng khi đi về phía nam.
Vào giữa tháng 3 năm 1837, chỉ 6 tháng sau khi trở về Anh, Darwin chép lại suy đoán của ông trong cuốn Red Notebook về khả năng "một loài hoàn toàn có thể biến đổi thành loài khác" (nguyên văn: "one species does change into another") để giải thích kiểu phân bố địa lý các giống loài hiện còn sống và đã tuyệt chủng, ví dụ như sự phân bố của những con đà điểu Nam Mỹ và sự phân bố hóa thạch của những động vật có vú kỳ lạ tuyệt chủng như Macrauchenia. Vào khoảng giữa tháng 7, ông ghi chép vào sổ tay "B" những suy nghĩ về vòng đời và sự biến đổi qua các thế hệ — cố gắng lý giải những biến thể mà ông quan sát được ở rùa Galápagos, chim nhại và đà điểu. Ông phác thảo phả hệ phân nhánh thuộc một cây tiến hóa duy nhất, và bình chú "Thật vô lý khi nói rằng sinh vật này tiến bộ hơn sinh vật khác", vì lẽ đó mà ông đã bác bỏ học thuyết Lamarck về các nhánh sinh vật độc lập tiến hóa thành thứ cao cấp hơn.

### Làm việc quá sức, bệnh tật, và hôn nhân
Trong khoảng thời gian xây dựng học thuyết về sự biến đổi, Darwin càng bị sa lầy vào nhiều công việc hơn. Ông vẫn tiếp tục hoàn thiện cuốn Journal, rồi biên tập và xuất bản các báo cáo của chuyên gia về bộ sưu tập. Nhờ sự giúp đỡ của Henslow, ông nhận được khoản 1.000 bảng Anh từ Kho bạc để tài trợ bộ sách Zoology of the Voyage of H.M.S. Beagle, một khoản tiền tương đương 115.000 bảng Anh năm 2021. Ông dàn trải kinh phí cho các cuốn sách dự kiến của mình về địa chất, và thường hứa suông hạn ngạch với nhà xuất bản. Đầu thời kỳ Victoria ở Anh, Darwin xúc tiến viết cuốn Journal, và vào tháng 8 năm 1837 tiến hành hiệu đính bản in thử.
Sức khỏe của Darwin ngày một sa sút do áp lực công việc. Vào ngày 20 tháng 9, ông có triệu chứng "tim đập nhanh khó chịu", vì vậy các bác sĩ khuyên ông nên "bỏ hết công việc" và về vùng quê thư giãn trong vài tuần. Sau khi đến thăm Shrewsbury, ông sang chơi bên quê ngoại Wedgwood tại Maer Hall, Staffordshire, nhưng lại chẳng nghỉ ngơi được tí nào do họ hàng ông rất háo hức muốn ông kể chuyện về chuyến hành trình. Người chị họ duyên dáng, thông minh và có học thức của ông tên là Emma Wedgwood, hơn Darwin 9 tháng tuổi, lúc đó đang chăm sóc người dì tàn phế của ông. Chú họ ngoại của Darwin tên là Josiah Wedgwood chỉ cho ông khu vực than xỉ bị phân hủy dưới lớp đất mùn và thủ phạm gây ra chuyện này rất có thể là bọn giun đất. Sau khi nghiên cứu thổ nhưỡng tại đây, "một lý thuyết mới và quan trọng" của Darwin về vai trò của giun trong sự hình thành đất đã ra đời, và vào ngày 1 tháng 11 năm 1837 ông trình bày khám phá này tại Hiệp hội Địa chất.  Cuốn Journal cùng tập đầu tiên của cuốn Narrative được in ấn và sẵn sàng xuất bản vào cuối tháng 2 năm 1838, tuy FitzRoy vẫn đang làm việc chăm chỉ để hoàn thành đoạn đã được phân công cho ông.

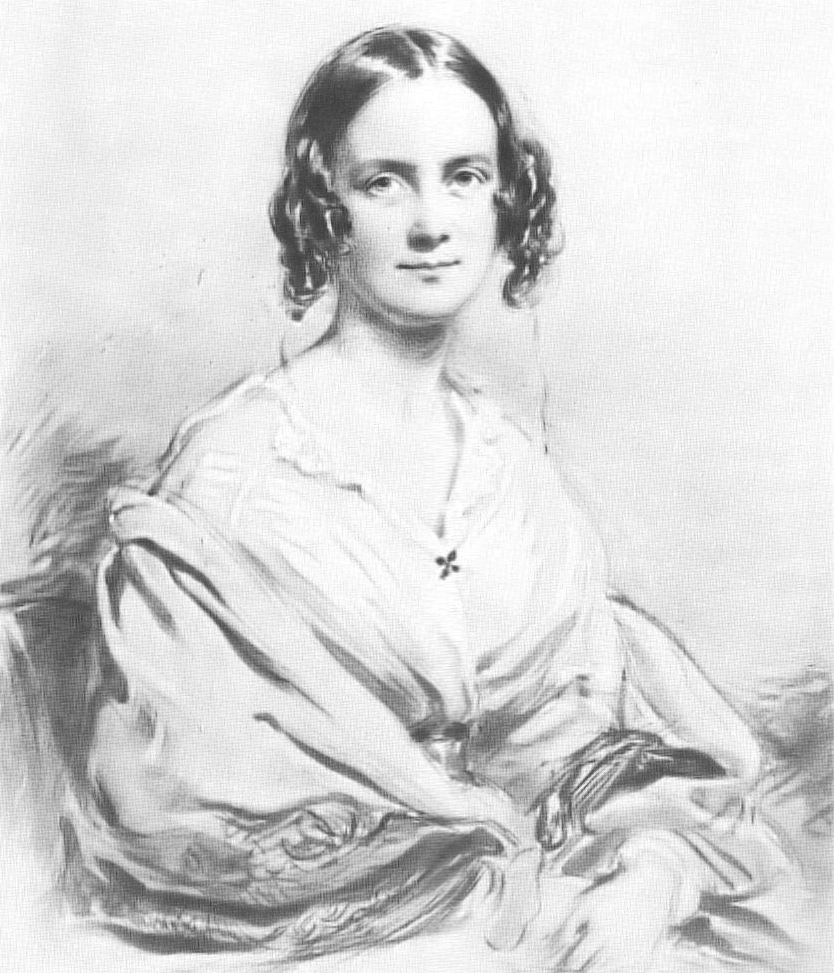
Darwin cưới chị họ đời thứ nhất tên là Emma Wedgwood.

William Whewell thúc giục Darwin đảm nhận chức Bí thư của Hiệp hội Địa chất. Ban đầu ông từ chối ý ngỏ, nhưng sau cùng chấp thuận chức vụ vào tháng 3 năm 1838. Bất chấp cả đống công việc, Darwin vẫn có những tiến triển rất khả quan về thuyết biến dị, ông tận dụng mọi cơ hội để phỏng vấn các nhà tự nhiên học chuyên nghiệp và những người có kinh nghiệm chọn giống vật nuôi như nông dân và người nuôi bồ câu. Qua thời gian, nghiên cứu của ông bao gồm cả các dữ kiện từ những người thân và trẻ con, quản gia của gia đình, hàng xóm, những người khai hoang và những bằng hữu cũ. Trước đó ông cũng đã có nhiều suy đoán về loài người, và vào ngày 28 tháng 3 năm 1838, ông nhận thấy hành vi của con đười ươi ở sở thú có phần nào giống với hành vi của trẻ em.
Vào tháng 6 ông phải nằm liệt giường nhiều ngày liên tục bởi vấn đề về dạ dày, đau đầu và nhức tim. Trong suốt quãng đời còn lại, ông thường xuyên bị đau dạ dày, nôn mửa, sôi bụng dữ dội, đánh trống ngực, run rẩy và nhiều triệu chứng khác, đặc biệt trong những lúc căng thẳng, chẳng hạn như tham gia các cuộc họp hoặc thăm xã giao. Nguyên nhân căn bệnh của Darwin tới nay vẫn chưa rõ, và những nỗ lực điều trị chỉ đạt được thành công hạn chế.
Vào ngày 23 tháng 6, ông nghỉ ngơi và đi "khảo sát địa chất" ở Scotland. Ông đến thăm vùng Glen Roy đúng dịp thời tiết đẹp để chiêm ngưỡng những "con đường" song song cắt vào sườn đồi tại ba cao điểm. Ông thiển ý cho rằng đây là vết tích của những bãi biển đã trồi lên từ lâu song sau đó đính chính rằng chúng là bờ đường của một hồ tiền-băng.
Bình phục hoàn toàn, ông quay trở lại Shrewsbury vào tháng 7. Tại đó ông viết vội những dòng suy tư lan man về hôn nhân, sự nghiệp và triển vọng trên hai tờ giấy nháp, một tờ kẻ hai cột "Kết hôn" và "Không kết hôn". Ông liệt kê những ưu điểm của "Kết hôn" là có "người đồng hành cả đời và người bạn thân khi về già... dù sao cũng hơn một chú cún", và những nhược điểm như "ít tiền hơn để mua sách" và "mất thời gian khủng khiếp". Sau khi quyết kết hôn, Darwin bàn bạc với cha rồi đến thăm chị họ Emma vào ngày 29 tháng 7. Trái với lời khuyên của cha, ông không ngỏ ý mà chỉ nói với Emma về các ý tưởng biến dị của ông.

### Malthus và chọn lọc tự nhiên
Trong thời gian ở London, Darwin đọc ấn bản thứ 6 của tác phẩm An Essay on the Principle of Population của Thomas Malthus, và vào ngày 28 tháng 12 năm 1838 ông ghi chú tóm gọn một luận điểm trong tác phẩm đó như sau "dân số, nếu ta phớt lờ nó, thì cứ mỗi 25 năm sẽ tăng gấp đôi, hoặc tăng lên gấp bội", tức sự phát triển dân số theo cấp số nhân vượt mức lương thực hiện có sẽ dẫn đến thứ gọi là thảm họa Malthus. Darwin so sánh quan điểm này với quan điểm "cuộc chiến giữa các loài" thực vật và sự cạnh tranh sinh tồn trong hoang dã của Augustin de Candolle, nhằm lý giải sự ổn định số lượng cá thể trong tự nhiên. Bởi lẽ các loài vật luôn sinh đẻ nhiều hơn số lượng tài nguyên sẵn có, các biến thể hữu ích sẽ giúp các sinh vật có nhiều khả năng sinh tồn hơn và đảm bảo sự truyền biến thể đó cho hậu duệ, còn những biến thể vô dụng sẽ bị loại bỏ. Ông chép rằng "mục đích chung cục của tất cả những cái nêm này, chắc hẳn là nhằm chắt lọc cấu trúc phù hợp, & thích nghi nó với những thay đổi", do đó "Ta có thể nói rằng tồn tại một lực giống như hàng trăm ngàn cái nêm đang ra sức chêm mọi loại cấu trúc thích nghi vào khoảng trống của cơ cấu tự nhiên (economy of nature), hoặc nói đúng hơn là tạo ra những khoảng trống bằng cách đẩy những cái yếu hơn ra ngoài." Điều này sẽ hình thành những giống loài mới. Trong cuốn Tự thuật, Darwin có viết như sau:
Vào tháng 10 năm 1838, tức là, mười lăm tháng trời sau khi tôi thực hiện nghiên cứu có hệ thống, tôi đã rảnh rỗi đọc cuốn tiểu luận của Malthus về Quần thể, và đã sẵn sàng để trân trọng cuộc đấu tranh sinh tồn hiện diện ở mọi nơi bắt nguồn từ quan sát lâu đời về những hành vi của động vật và thực vật, bỗng chợt tôi nảy ra ý tưởng rằng ở những tình huống như vậy những biến thể hữu ích thường sẽ được bảo tồn, còn những biến thể vô ích sẽ bị tuyệt diệt. Kết quả của quá trình này sẽ là sự hình thành các loài mới. Chính đây, vì vậy, tôi cuối cùng cũng có được một học thuyết khuôn mẫu để dựa vào...

Đến giữa tháng 12, Darwin nhận thấy sự tương đồng giữa kỹ thuật chọn nguồn giống của nông dân và thuyết biến thể tự nhiên theo may rủi của Malthus. Ông nhận xét rằng "mọi phần của cấu trúc mới đều thực dụng và hoàn hảo",  và bình rằng sự so sánh này là "một phần tuyệt đẹp trong học thuyết của tôi". Ông đặt tên nó là chọn lọc tự nhiên, giống thứ mà ông gọi là "chọn lọc nhân tạo" được áp dụng trong kỹ thuật chọn giống.
Vào ngày 11 tháng 11, ông quay lại Maer để cầu hôn Emma và được bà chấp thuận. Trong những bức thư trao đổi sau đó, bà rất trân trọng sự cởi mở của Darwin về những khác biệt giữa hai người họ, bà cũng thể hiện niềm tin mãnh liệt vào nhất ngôi luận và rằng những sự hoài nghi thành thật của ông sẽ chia cách họ hậu kiếp. Trong thời gian Darwin săn nhà ở London, sức khỏe của ông tiếp tục xấu đi, khiến cho bà Emma phải viết thư dặn dò ông nên nghỉ ngơi, ghi rằng "đừng ốm thêm nữa Charley yêu dấu của em cho đến khi em có thể ở bên cạnh để chăm sóc cho anh." Ông tìm được một ngôi nhà kiểu "Túp lều Macaw" (sở dĩ có cái tên này là do nội thất lòe loẹt của chúng) nằm trên Phố Gower, sau đó chuyển "bảo tàng" của mình đến vào dịp Giáng sinh. Vào ngày 24 tháng 1 năm 1839, Darwin được bầu làm Ủy viên của Hiệp hội Hoàng gia (FRS).
Vào ngày 29 tháng 1, Darwin và Emma Wedgwood kết hôn tại Maer trong một buổi lễ Anh giáo phù hợp với những người theo nhất vị, rồi ngay sau đó bắt chuyến tàu lên London và chuyển vào ngôi nhà mới mua.

### Sách địa chất, hà biển, nghiên cứu tiến hóa

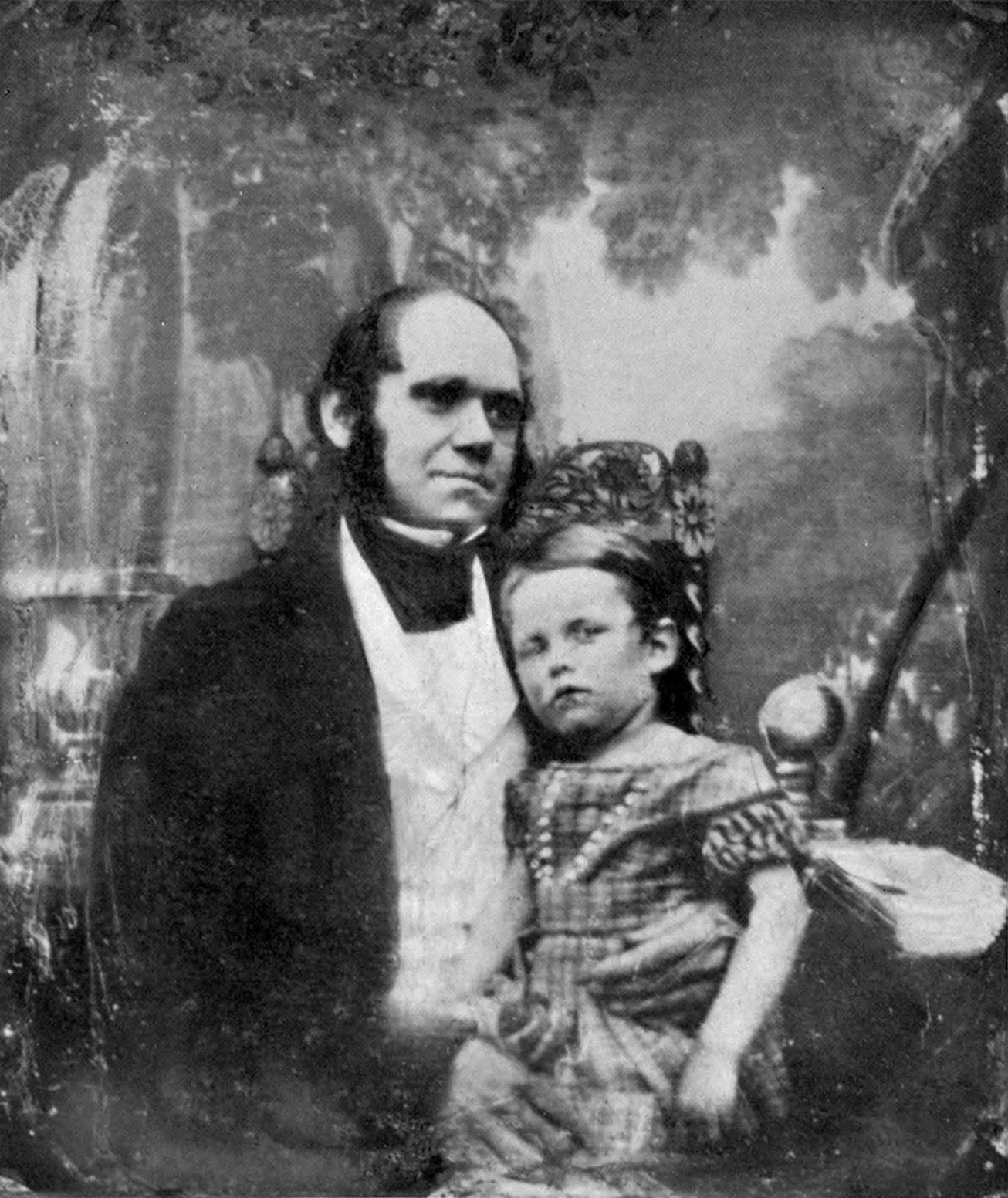
Darwin vào năm 1842, chụp chung với con trai đầu lòng tên là William Erasmus Darwin

Darwin giờ đây đã nắm trong tay khuôn mẫu lý thuyết chọn lọc tự nhiên để "dựa vào mà làm", và là "sở thích hàng đầu" của ông. Nghiên cứu của ông bao gồm việc nhân giống thực nghiệm có chọn lọc các loài thực vật và động vật, tìm ra bằng chứng cho thấy các loài không cố định rồi khảo sát nhiều ý tưởng chi tiết để hoàn thiện và chứng minh lý thuyết của ông.
Bộ sách Narrative thai nghén của FitzRoy được xuất bản vào tháng 5 năm 1839. Tập 3 của bộ sách mang tên Journal and Remarks viết bởi Darwin nhận được nhiều phê bình tốt, và vào ngày 15 tháng 8, nó được xuất bản riêng lẻ. Đầu năm 1842, Darwin gửi ý tưởng của mình cho Charles Lyell xem xét, nhưng đồng nghiệp của Lyell lại "phủ nhận các quan sát về sự khởi đầu của các loài".
Cuốn sách The Structure and Distribution of Coral Reefs của Darwin bàn về sự hình thành đảo san hô được xuất bản vào tháng 5 năm 1842 sau hơn ba năm trời làm việc, rồi ngay sau đó ông viết "bản phác thảo bút chì" đầu tiên về lý thuyết chọn lọc tự nhiên. Để thoát khỏi áp lực của London, gia đình ông chuyển về Down House ở vùng nông thôn vào tháng 9. Vào ngày 11 tháng 1 năm 1844, Darwin trao đổi lý thuyết của mình với nhà thực vật học Joseph Dalton Hooker và nói đùa rằng "điều này cứ như thể thú nhận một vụ giết người". Hooker hồi đáp "Theo thiển kiến của tôi, có lẽ từng có hàng loạt sự xuất sinh (productions) ở nhiều điểm khác nhau, và các loài trải qua một sự thay đổi dần dần. Tôi sẽ rất mừng nếu được biết ý kiến của anh về sự thay đổi đó đã diễn ra thế nào, vì hiện tại chưa có ý kiến nào về chủ đề này làm tôi hài lòng."

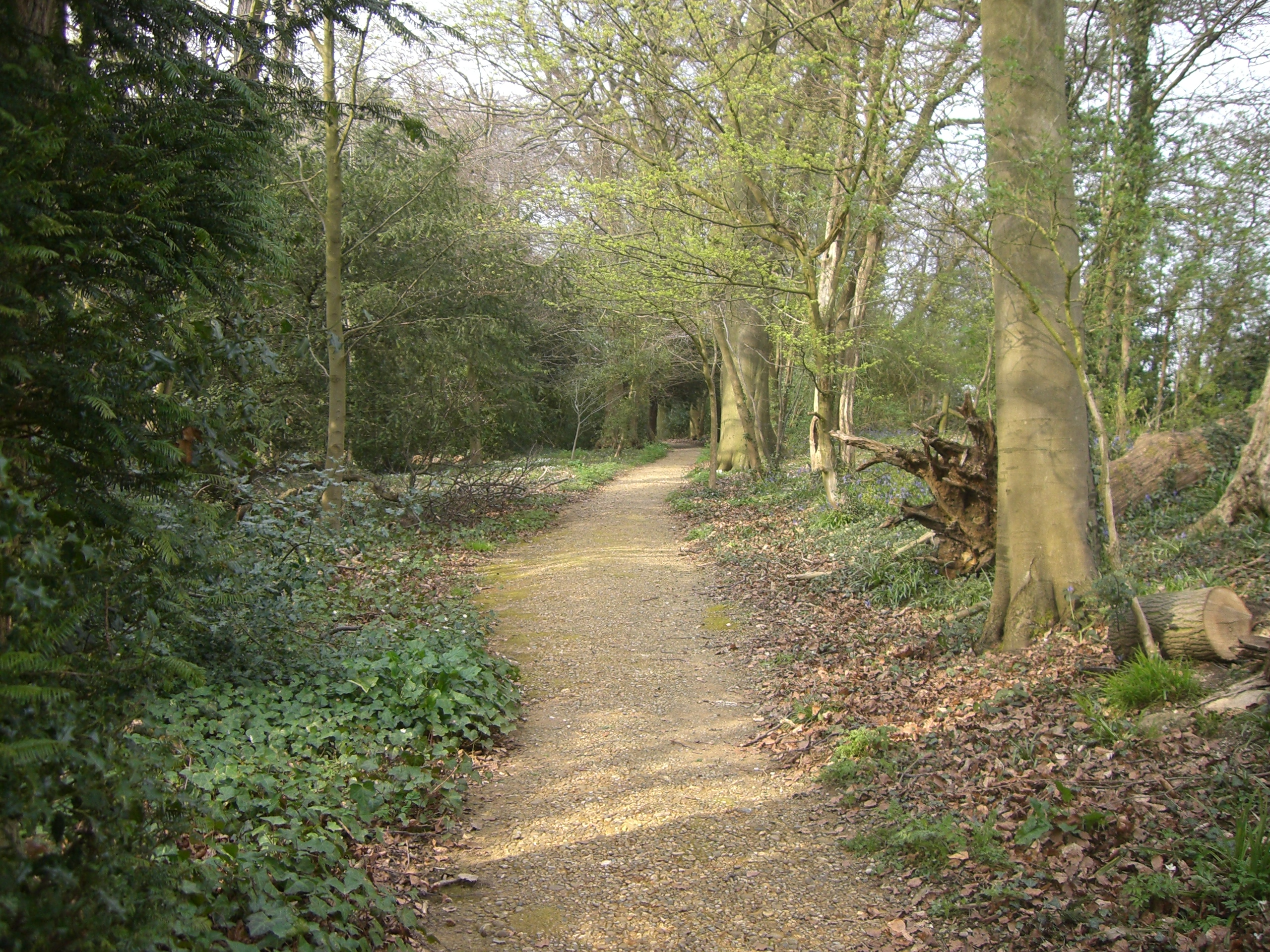
"Con đường Suy tư" trải cát của Darwin ở Down House.

Đến tháng 7, Darwin đã mở rộng "bản phác thảo" thành "Bài luận" dài 230 trang, sẽ tiếp tục được mở rộng với kết quả nghiên cứu nếu chẳng may ông qua đời. Vào tháng 11, một cuốn sách mới được xuất bản khuyết danh với tiêu đề Vestiges of the Natural History of Creation (tác giả thực là Robert Chambers) đã thu hút sự quan tâm đông đảo tới thuyết biến dị. Darwin khinh thường các nghiên cứu địa chất và động vật học nghiệp dư trong cuốn sách, nhưng cũng cẩn thận xem xét lại các lập luận của riêng mình. Cuốn sách này song vẫn bán chạy mặc dù bị các nhà khoa học bấy giờ bác bỏ.
Darwin hoàn thành cuốn sách địa chất thứ ba của mình vào năm 1846. Vào thời điểm đó niềm đam mê các loài động vật không xương sống ở biển từ thời sinh viên cùng Grant lại trỗi dậy trong ông. Ông dành thời gian mổ xẻ và phân loại đống hà biển thu thập được trong chuyến đi, mê mẩn quan sát các cấu trúc tuyệt đẹp và suy nghĩ về sự tương đồng với các cấu trúc khác. Năm 1847, Hooker đọc "Bài luận" của Darwin và gửi nhiều phản hồi cần thiết, tuy trong bụng vẫn hoài nghi về sự phản đối của Darwin đối với tạo hóa.
Năm 1849, Darwin đến spa ở Malvern của bác sĩ James Gully để thư giãn và nhận thấy phương pháp thủy trị liệu rất có hiệu quả. Vào năm 1851, bé gái của ông tên là Annie bị ốm, khiến ông lo sợ căn bệnh của mình mang tính di truyền, và đứa bé không qua khỏi sau một loạt các trận ốm.
Trong 8 năm nghiên cứu hà biển (Cirripedia), ông khám phá khái niệm "tương đồng" (homologies), tức là mỗi loài sẽ có cơ quan biến đổi để phù hợp hơn với môi trường, và còn phát hiện ra rằng ở một số chi, những con đực nhỏ ký sinh trên các loài lưỡng tính, cho thấy một giai đoạn trung gian trong sự tiến hóa của giới tính. Năm 1853, phát hiện đó đã giúp ông có được Huân chương Hoàng gia của Hiệp hội Hoàng gia và khẳng định ông là một nhà sinh học danh tiếng. Năm 1854, ông tham gia Hiệp hội Linnean Luân Đôn, và được phép truy cập thư viện của tổ chức. Ông bắt đầu đánh giá lại lý thuyết giống loài của mình, và vào tháng 11, ông nhận ra rằng sự khác biệt về đặc tính của các thế hệ con cháu có thể được lý giải bởi sự thích nghi với "những nơi được đa dạng hóa trong cơ cấu tự nhiên".

### Xuất bản thuyết chọn lọc tự nhiên

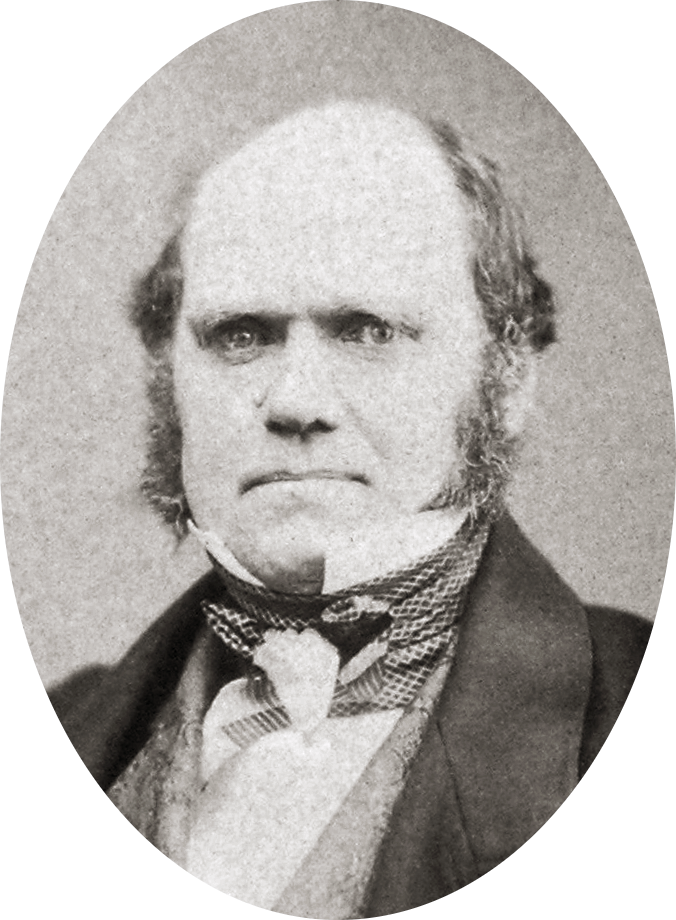
Darwin vào năm 1855, thời điểm ông đang hoàn thiện thuyết chọn lọc tự nhiên. Darwin viết thư gửi Joseph Hooker, trong đó có dòng nhận xét dí dỏm về bức ảnh trên như sau: "nếu tôi thực sự có biểu cảm tệ đến thế kia, theo như nhiếp ảnh gia chụp tôi, thì tôi cũng khá ngạc nhiên khi mình có đến một người bạn."

Vào đầu năm 1856, Darwin kiểm nghiệm xem liệu rằng trứng và hạt có thể sống sót sau khi vượt biển để phát tán giống loài đến các đảo ngoài khơi hay không. Hooker ngày càng nghi ngờ quan điểm truyền thống cho rằng các loài là cố định, nhưng người bạn trẻ Thomas Henry Huxley của họ vẫn kiên quyết chống lại sự biến đổi các loài. Lyell khá tò mò với những phát hiện của Darwin nhưng vẫn chưa nhận ra tầm vóc của chúng. Sau khi đọc bài báo của Alfred Russel Wallace mang tựa "Về luật quy định sự ra đời của các loài mới", Lyell nhận ra nhiều điểm tương đồng với suy nghĩ của Darwin nên thúc giục ông xuất bản ngay lý thuyết để chiếm quyền ưu tiên.
Dù vậy Darwin không thấy bị đe dọa, vào ngày 14 tháng 5 năm 1856 ông chắp bút viết một bài báo ngắn. Việc tìm kiếm câu trả lời cho những câu hỏi hóc búa từng khiến ông trăn trở nhiều lần, và ông quyết định mở rộng bài báo của mình thành một "cuốn sách lớn về các loài" có tựa đề là Natural Selection, bao gồm cả "ghi chú về loài người". Ông tiếp tục nghiên cứu, thu thập thông tin và mẫu vật từ các nhà tự nhiên học đang hoạt động trên toàn thế giới bao gồm cả Wallace lúc bấy giờ đang khảo sát Borneo.
Vào giữa năm 1857, ông thêm mục "Lý thuyết áp dụng cho Các chủng tộc Loài người" nhưng không viết gì thêm ở dưới. Vào ngày 5 tháng 9 năm 1857, Darwin gửi cho nhà thực vật học người Mỹ Asa Gray một bản khung chi tiết về các ý tưởng của mình, bao gồm phần tóm tắt về Chọn lọc tự nhiên, lược bỏ hai phần  nguồn gốc loài người và chọn lọc giới tính. Vào tháng 12, Darwin nhận được một lá thư từ Wallace hỏi rằng liệu cuốn sách có xét về nguồn gốc loài người hay không. Ông trả lời rằng nên tránh chủ đề đó do nó bị "bao vây bởi những định kiến", đồng thời khuyến khích giả thuyết của Wallace và nói thêm rằng "Tôi đi xa hơn ông rất nhiều."
Mới viết được một phần cuốn sách thì vào ngày 18 tháng 6 năm 1858, ông nhận được bài báo của Wallace viết về chọn lọc tự nhiên. Sốc vì bị "đón đầu", Darwin gửi bài báo cho Lyell theo yêu cầu của Wallace, và mặc dù Wallace chưa cần nó được xuất bản ngay, Darwin sẽ gửi nó đến bất kỳ tạp chí nào theo mong muốn của Wallace. Làng ông lúc đó đang có đợt ban đỏ bùng phát nhưng do bận bịu với công việc, ông đành nhờ một người bạn chăm lo cho gia đình mình. Sau nhiều cuộc thảo luận nhưng không tìm ra cách nào để Wallace có mặt, Lyell và Hooker quyết định cùng công bố bài báo ''On the Tendency of Species to form Varieties; and on the Perpetuation of Varieties and Species by Natural Means of Selection tại Hiệp hội Linne vào ngày 1 tháng 7. Tối ngày 28 tháng 6, con trai cưng của Darwin mất vì bệnh ban đỏ sau gần một tuần mắc bệnh nặng, nhưng ông quá quẫn trí nên không về thăm con trai.
Không mấy ai quan tâm đến thông báo về học thuyết này; vào tháng 5 năm 1859 Chủ tịch Hiệp hội Linne công bố rằng không có bất kỳ một khám phá cách mạng nào trong năm đó. Bài phê bình mà Darwin nhớ nhất là từ Giáo sư Samuel Haughton, ông khẳng định rằng "tất cả những gì mới trong số đó đều sai lầm, còn những gì đúng thì đã cũ rích rồi". Darwin vật lộn 13 tháng để viết bản tóm tắt "cuốn sách lớn" của mình vì bệnh tình, nhưng nhận được sự động viên từ những bằng hữu khoa học. Lyell thu xếp cho NXB John Murray xuất bản cuốn sách.
On the Origin of Species (Nguồn gốc các loài) nổi tiếng một cách bất ngờ, với toàn bộ 1.250 bản sao được đăng ký vượt mức sau khi cuốn sách được mua bởi các nhà bán vào ngày 22 tháng 11 năm 1859. Trong tác phẩm này, Darwin đã đưa ra "một lập luận dài" bao gồm các quan sát, suy luận chi tiết và các phản biện đối với những phản biện đối với tác phẩm. Ông dẫn chứng về sự tương đồng giữa con người và các động vật có vú khác để lập luận một tổ tiên chung.[III] Sau khi vạch ra sự lựa chọn giới tính, ông dụng ý rằng nó là chìa khóa để giải thích sự khác biệt giữa các chủng tộc người.[IV] Ông tránh nói về nguồn gốc của loài người, nhưng hàm ý bằng câu văn sau: "Ánh sáng sẽ soi tỏ nguồn gốc của loài người và lịch sử của họ." (nguyên văn: Light will be thrown on the origin of man and his history) Lý thuyết của ông được trình bày trong phần mở đầu:
Khi có quá nhiều cá thể của một loài được sinh ra hơn mức sống sót; và khi có một sự đấu tranh sinh tồn diễn đi diễn lại thì bất kỳ cá thể nào có biến đổi theo bất kỳ chiều hướng nào mà có lợi cho bản thân nó trong môi trường sống phức tạp và đôi khi có biến đổi, thì cá thể đó có cơ hội tốt hơn để sống sót và như vậy là nó được chọn lọc một cách tự nhiên. Theo nguyên lý di truyền thì bất kỳ biến chủng nào được chọn lọc cũng sẽ có xu hướng nhân rộng dạng mới đã biến đổi.
Ở cuối cuốn sách, ông có viết câu sau:
Ý định này của cuộc sống có vẻ vĩ đại, với vài khả năng của nó, ban đầu thành một ít dạng sinh vật mới hoặc thành một dạng sinh vật; và trong khi hành tinh này đã trải qua những chu kỳ theo những quy luật cố định của trọng lực, từ những dạng sinh vật không có khởi đầu quá đơn giản, một dạng sinh vật kỳ diệu và đẹp nhất đã và đang tiến triển (evolved).
Từ "evolved" (dịch giả Trần Bá Tín chuyển ngữ là "tiến triển") ở cuối là biến thể duy nhất của từ "evolve" trong 5 ấn bản đầu của tác phẩm. Từ "evolutionism" (chủ nghĩa tiến hóa) hồi đó có ý nghĩa khác ngày nay, và được sử dụng phổ biến hơn trong ngành phôi thai học bấy giờ. Darwin lần đầu tiên sử dụng từ evolution trong cuốn The Descent of Man (1871), rồi sau thêm từ này vào ấn bản thứ 6 của The Origin of Species (1872).

### Phản ứng của công chúng đối với tác phẩm

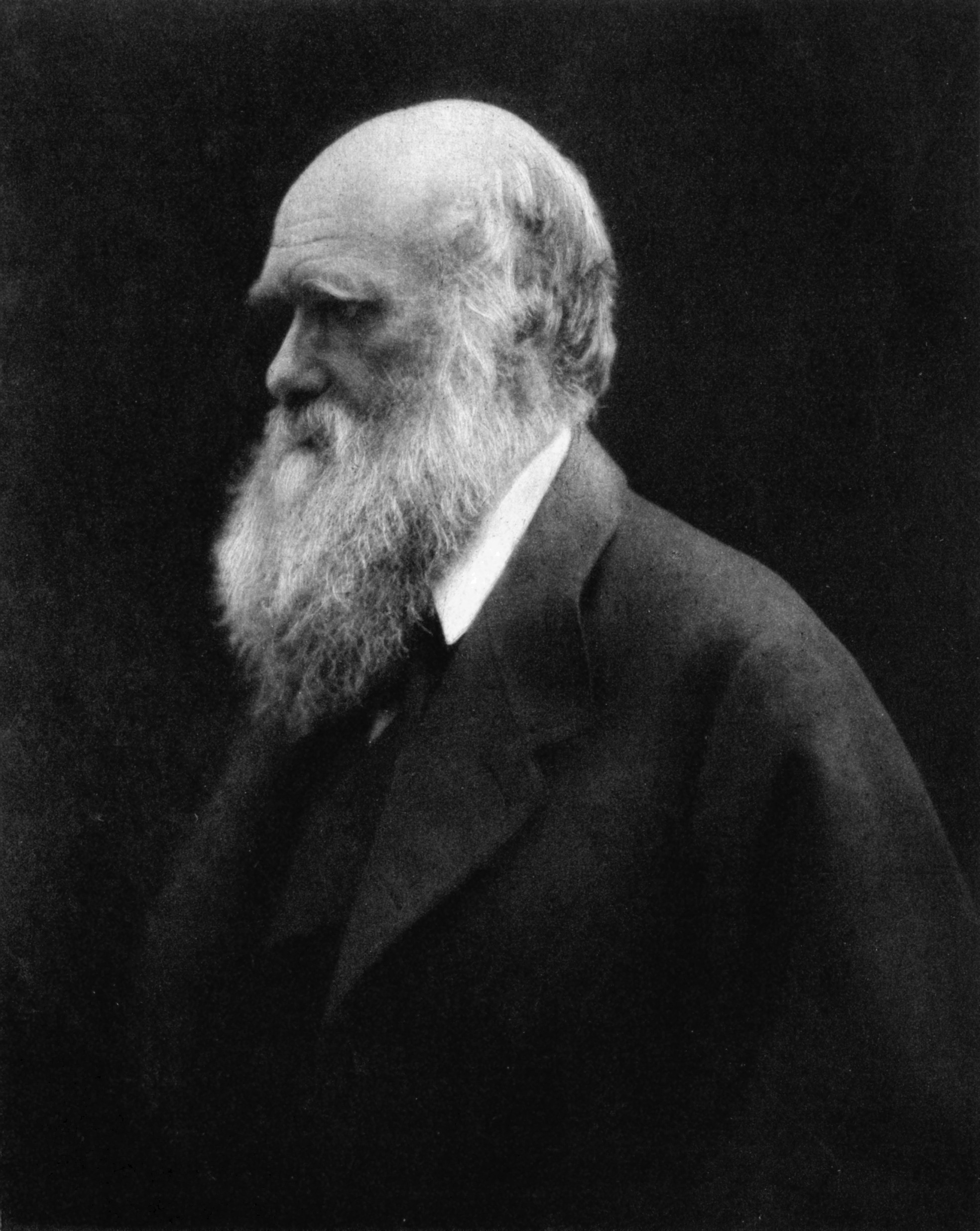
Trong dịp gia đình Darwin nghỉ lễ tại Isle of Wight vào năm 1868, Julia Margaret Cameron đã chụp tấm ảnh chân dung của Darwin với bộ râu rậm rạp mà ông nuôi giữa năm 1862 và 1866.

Tranh biếm họa năm 1871 sau khi cuốn The Descent of Man được xuất bản, mô tả Darwin trong bộ dạng con vượn, hóa ra lại càng khiến ông nổi tiếng hơn với vai trò là tác giả tiên phong của học thuyết tiến hóa trong văn hóa đại chúng.

Cuốn sách đã thu hút sự quan tâm của quốc tế, vấp phải ít lùm xùm hơn so với cuốn Vestiges of the Natural History of Creation. Tuy bệnh tình ngăn cản Darwin tham gia các cuộc tranh luận công khai, ông vẫn hăng hái xem xét tỉ mỉ các phản ứng khoa học; viết bình luận về các bài báo, bài phê bình, bài trào phúng và biếm họa từ phía dư luận; và trao đổi về cuốn sách với các đồng nghiệp trên toàn cầu. Tác phẩm không thảo luận thẳng thắn về nguồn gốc loài người,[IV] song lại ngầm chỉ rất nhiều lần về tổ tiên động vật của loài người.
Bài đánh giá đầu tiên đặt câu hỏi "Nếu một con khỉ đã trở thành một con người - con người sẽ không thể trở thành thứ gì?" rồi nói rằng điều này nên để cho các nhà thần học trả lời vì nó quá nguy hiểm đối với những độc giả bình thường. Trong bài phê bình ủng hộ Darwin của mình, Huxley đã thừa dịp này để đả kích Richard Owen, lãnh đạo của trường phái học thuật mà Huxley đang cố gắng lật đổ.
Vào tháng 4, Owen viết bài đánh giá chỉ trích các cộng sự của Darwin và bác bỏ trịch thượng ý kiến của Darwin khiến ông rất tức giận, thay vào đó Owen và nhiều học giả khác bắt đầu truyền bá tư tưởng tiến hóa siêu nhiên.
Phản ứng từ phía Giáo hội Anh khá lẫn lộn. Các giảng viên Cambridge cũ của Darwin là Sedgwick và Henslow bác bỏ tư tưởng của ông, song các giáo sĩ Cơ Đốc tự do cho rằng chọn lọc tự nhiên chính là một công cụ do Chúa thiết kế, chẳng hạn như giáo sĩ Charles Kingsley coi thuyết của Darwin "cũng cao quý hệt như khái niệm Thần linh". Năm 1860, cuốn Essays and Reviews của 7 nhà thần học Anh giáo tự do được xuất bản khiến giáo hội bấy giờ chuyển hướng chú ý sang họ. Những ý tưởng trong cuốn sách, bao gồm phép chỉ trích lịch sử, bị chính quyền nhà thờ cáo buộc là dị giáo. Một trong những tác giả là nhà toán học Baden Powell lập luận rằng phép màu phá vỡ các định luật của Chúa, vì vậy niềm tin vào chúng là vô thần, và ca ngợi "bộ sách tuyệt vời của Ngài Darwin [ủng hộ] đại nguyên tắc về sức mạnh tự-chuyển-hóa của tự nhiên".
Qua các cuộc thảo luận về mục đích luận với nhà thực vật học người Mỹ Asa Gray, Darwin càng trở nên đồng tình với tư tưởng tiến hóa hữu thần. Ông tán thành ý tưởng đến nỗi tự bỏ tiền ra xuất bản bài tiểu luận của Gray với tựa Natural Selection is not inconsistent with natural theology [Chọn lọc tự nhiên chẳng hề mâu thuẫn với mục đích luận tự nhiên]. Một trong những cuộc đối đầu nổi tiếng nhất liên quan đến tiến hóa phải kể đến đó là cuộc tranh luận Oxford năm 1860, diễn ra tại phiên họp của Hiệp hội vì sự tiến bộ Khoa học Anh quốc. Trong đó, Giám mục Oxford là Samuel Wilberforce, mặc dù không phản đối sự biến đổi các loài, đã phản biện lời giải thích của Darwin và nguồn gốc từ vượn của con người. Joseph Hooker lập luận bảo vệ Darwin và Thomas Huxley đã có lời phản bác huyền thoại không thể không nhắc tới rằng ông thà là hậu duệ của một con vượn hơn là một con người dùng sai tài năng của mình, câu nói mà về sau đã trở thành biểu tượng của thắng lợi khoa học trước tôn giáo.
Tuy vậy, ngay cả những người bạn thân cận của Darwin là Gray, Hooker, Huxley và Lyell vẫn có lúc bày tỏ sự dè dặt đối với học thuyết, song họ vẫn nhiệt tình ủng hộ Darwin như bao người khác, đặc biệt là những nhà tự nhiên học trẻ tuổi. Grey và Lyell tìm kiếm sự hòa giải với đức tin, trong khi Huxley đại diện cho sự phân tách giữa tôn giáo và khoa học. Huxley vận động một cách ngoan cường chống lại uy quyền của giới tăng lữ trong giáo dục, nhằm lật đổ sự thống trị của chúng và các tay nghiệp dư quý tộc dưới trướng Owen rồi thay bằng một thế hệ các nhà khoa học chuyên nghiệp mới. Tuyên bố của Owen rằng giải phẫu não đã chứng tỏ thứ bậc sinh học của con người khác vượn đã bị Huxley chứng minh là sai lầm trong một cuộc tranh cãi dai dẳng, được Kingsley gọi là "Nan đề thùy hà mã".
Học thuyết Darwin đã trở thành một phong trào bao gồm nhiều ý tưởng tiến hóa. Năm 1863, cuốn Geological Evidences of the Antiquity of Man của Lyell phổ biến khái niệm tiền sử song còn quá thận trọng đối với thuyết tiến hóa, khiến cho Darwin rất thất vọng. Vài tuần sau, Huxley cho ra mắt cuốn Evidence as to Man's Place in Nature biện giải con người về mặt giải phẫu chính là vượn, rồi tiếp đến cuốn The Naturalist on the River Amazons của Henry Walter Bates được xuất bản, cung cấp những bằng chứng thực nghiệm về chọn lọc tự nhiên.

### Descent of Man, chọn lọc giới tính, và thực vật học

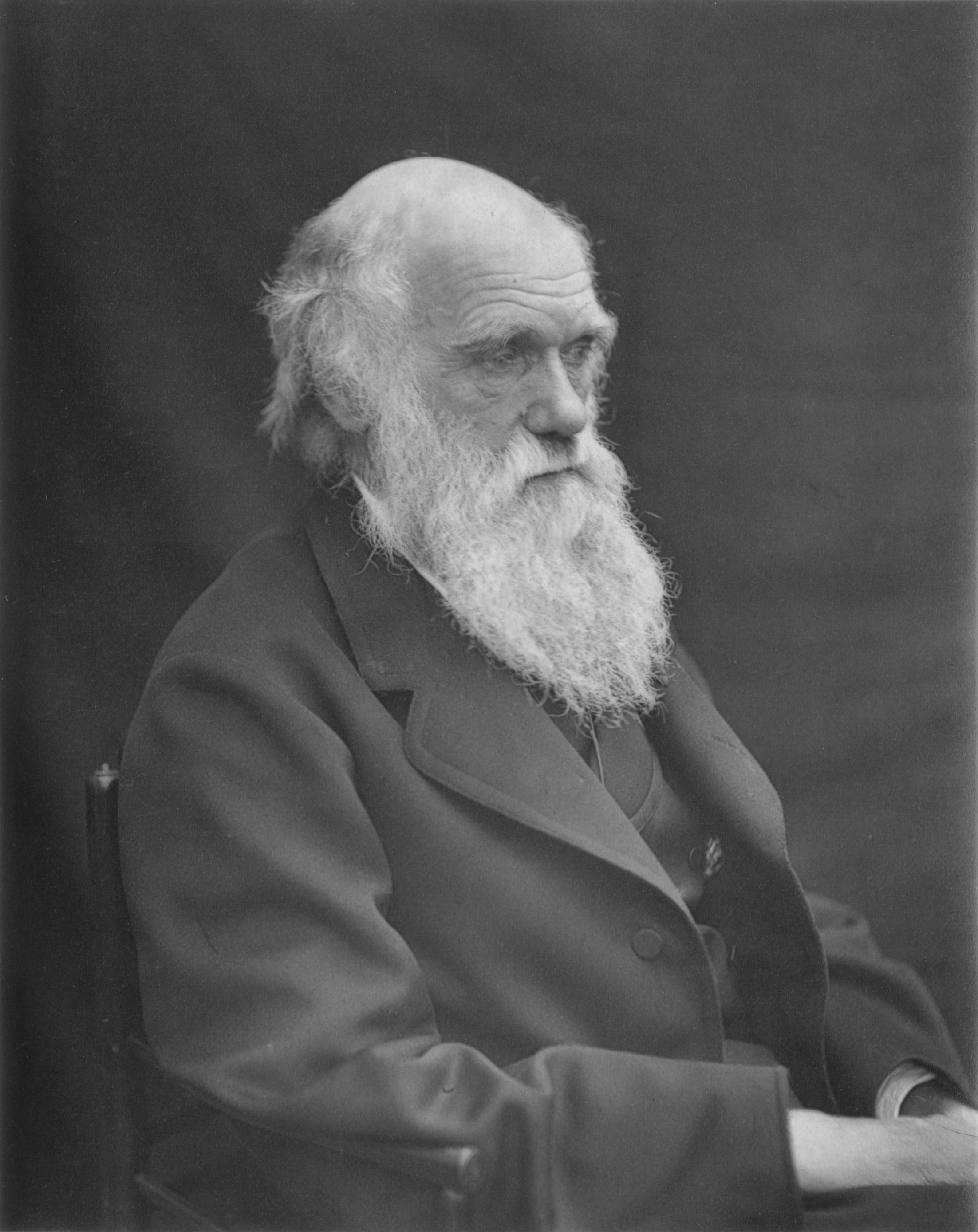
Đến năm 1878, đồng thời với tiếng tăm ngày càng lẫy lừng của mình, Darwin già yếu đã trải qua nhiều năm tháng ốm đau bệnh tật.

Bất chấp những cơn bệnh đến rồi đi không ngớt suốt hai mươi hai năm cuối đời, Darwin vẫn kiên trì làm việc. Sau khi xuất bản cuốn Nguồn gốc các loài trong vai trò là bản tóm tắt hệ thống học thuyết của mình, Darwin tiếp tục thí nghiệm, nghiên cứu và thảo "cuốn sách lớn" mà ông đã thai nghén bấy lâu. Với dự án này, ông dự định sẽ đề cập đến nguồn gốc của con người từ các loài động vật tổ tiên, bao gồm quá trình tiến hóa của xã hội và của năng lực tâm trí, cũng như lý giải vẻ đẹp hào nhoáng của sự sống hoang dã và bàn luôn về thực vật học.
Năm 1861, thắc mắc của Darwin về sự thụ phấn hoa nhờ côn trùng đã dẫn ông đến với lĩnh vực nghiên cứu lan rừng mới lạ.

## Di sản

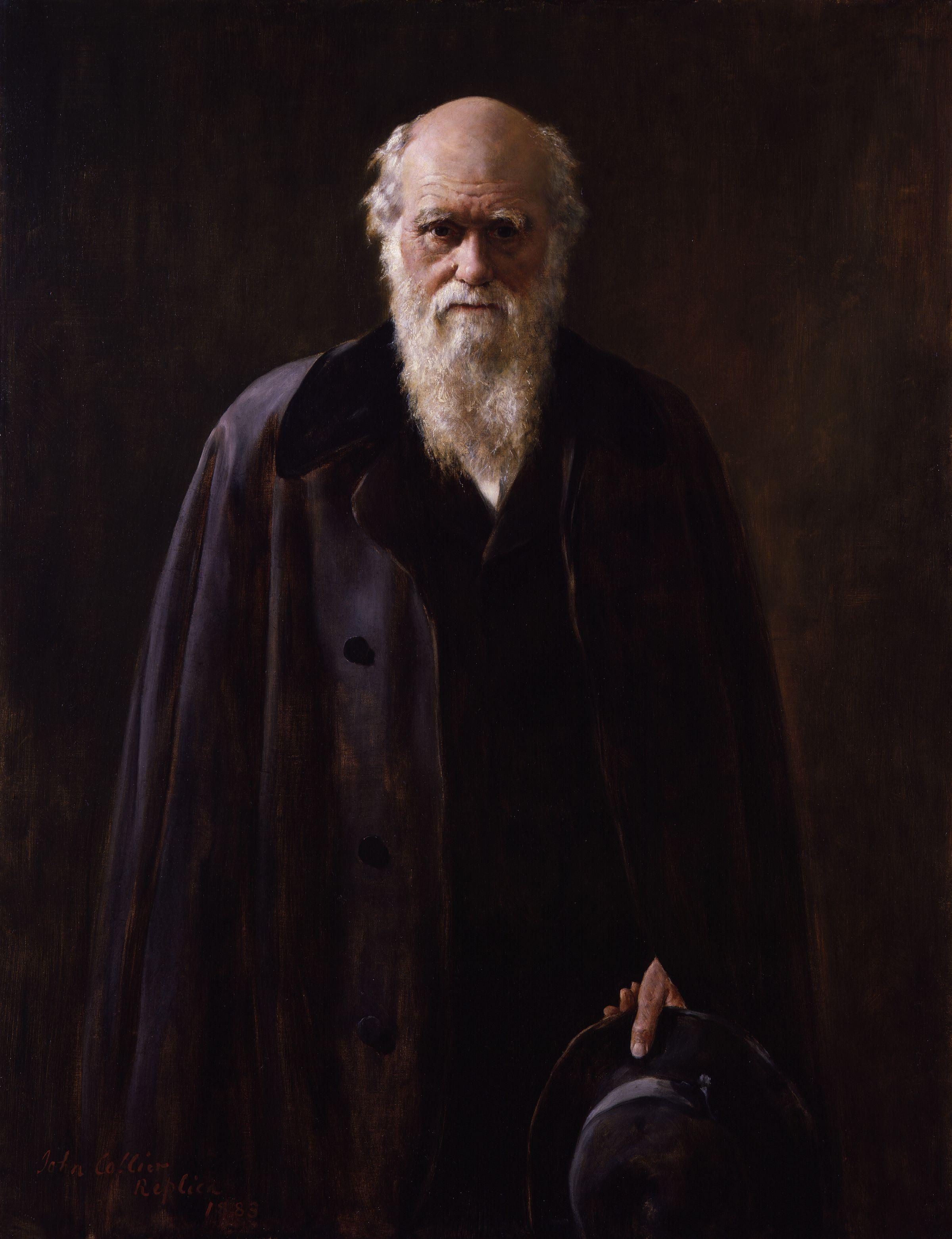
Darwin là một nhân vật kiệt xuất, năm 1881 ông vẫn kiên trì bổ sung học thuyết tiến hóa sẽ có tầm ảnh hưởng đến mọi ngóc ngách của khoa học. Bản sao của một bức họa chân dung Darwin bởi John Collier tại Phòng trưng bày Chân dung Quốc gia, London.

Vào thời điểm Darwin mất, hầu hết các nhà khoa học tán thành khái niệm tiến hóa như là sự thế truyền kèm với sự biến đổi, và Darwin bấy giờ được nhận định là nhà khoa học đại tài góp phần cách mạng hóa tư tưởng đó. Vào tháng 6 năm 1909, tuy vẫn ít người chấp nhận tư tưởng "chọn lọc tự nhiên là phương tiện chính nhưng không phải duy nhất của sự biến đổi", hơn 400 quan chức cùng các nhà khoa học toàn cầu sum họp tại Cambridge để kỷ niệm bách chu niên ngày sinh của Darwin và 50 năm ngày ra mắt tuyệt tác Nguồn gốc Các loài của ông.
Khoảng đầu thế kỷ 20, một giai đoạn được gọi là "Sự che khuyết học thuyết Darwin" bắt đầu. Các nhà khoa học thời kỳ đó đề xuất những cơ chế tiến hóa mới, thường phủ nhận vai trò của chọn lọc tự nhiên, song đều sai lầm. Nhà thống kê người Anh Ronald Fisher đã thành công dung hòa di truyền học của Mendel với chọn lọc tự nhiên của Darwin khoảng giữa năm 1918 và năm 1930, thời điểm cuốn The Genetical Theory of Natural Selection của ông được xuất bản. Fisher đã biểu diễn cơ sở toán học của chọn lọc tự nhiên và chấm dứt các phản bác chống đối chọn lọc tự nhiên như một cơ chế cơ bản của quá trình tiến hóa. Do vậy, ông đã đặt nền móng cho ngành di truyền học quần thể và, cùng với J.B.S. Haldane và Sewall Wright, đặt những viên gạch đầu tiên của thuyết tiến hóa tổng hợp, học thuyết mà được coi là mô hình quy chiếu cho các nghiên cứu cải thiện và tranh luận khoa học đương đại.

## Con cái
Nhà Darwin có mười người con: hai đứa con mất khi còn nhỏ, cái chết của bé Annie khi mới 10 tuổi có ảnh hưởng rất nặng nề đến hai vợ chồng. Darwin là một người cha tận tụy và đặc biệt quan tâm đến con cái. Bất cứ khi nào chúng đổ bệnh, ông lại lo sợ rằng đó là di truyền do hôn phối cận huyết giữa ông và người chị họ Emma Wedgwood.
Ông từng đề cập đến giao phối cận huyết trong các bài viết của mình, đối chiếu nó với những lợi thế của việc lai xa ở nhiều loài. Nỗi lo của Darwin tuy vậy tỏ ra hơi quá chừng, vì hầu hết con cháu của ông sau này đều sống tốt và theo nhiều ngành nghề khác nhau.
Trong số những người con của Darwin thì George Darwin, Francis Darwin và Horace Darwin được vinh dự trở thành Nghiên cứu sinh của Hiệp hội Hoàng gia, lần lượt là nhà thiên văn học, nhà thực vật học và kỹ sư dân dụng. Cả ba người họ đều được phong tước hiệp sĩ. Một người con trai khác, Leonard Darwin, trở thành một quân nhân, chính trị gia, nhà kinh tế học, nhà ưu sinh và cố vấn cho nhà thống kê và nhà sinh học tiến hóa Ronald Fisher.

## Phong trào xã hội với tư tưởng tiến hóa

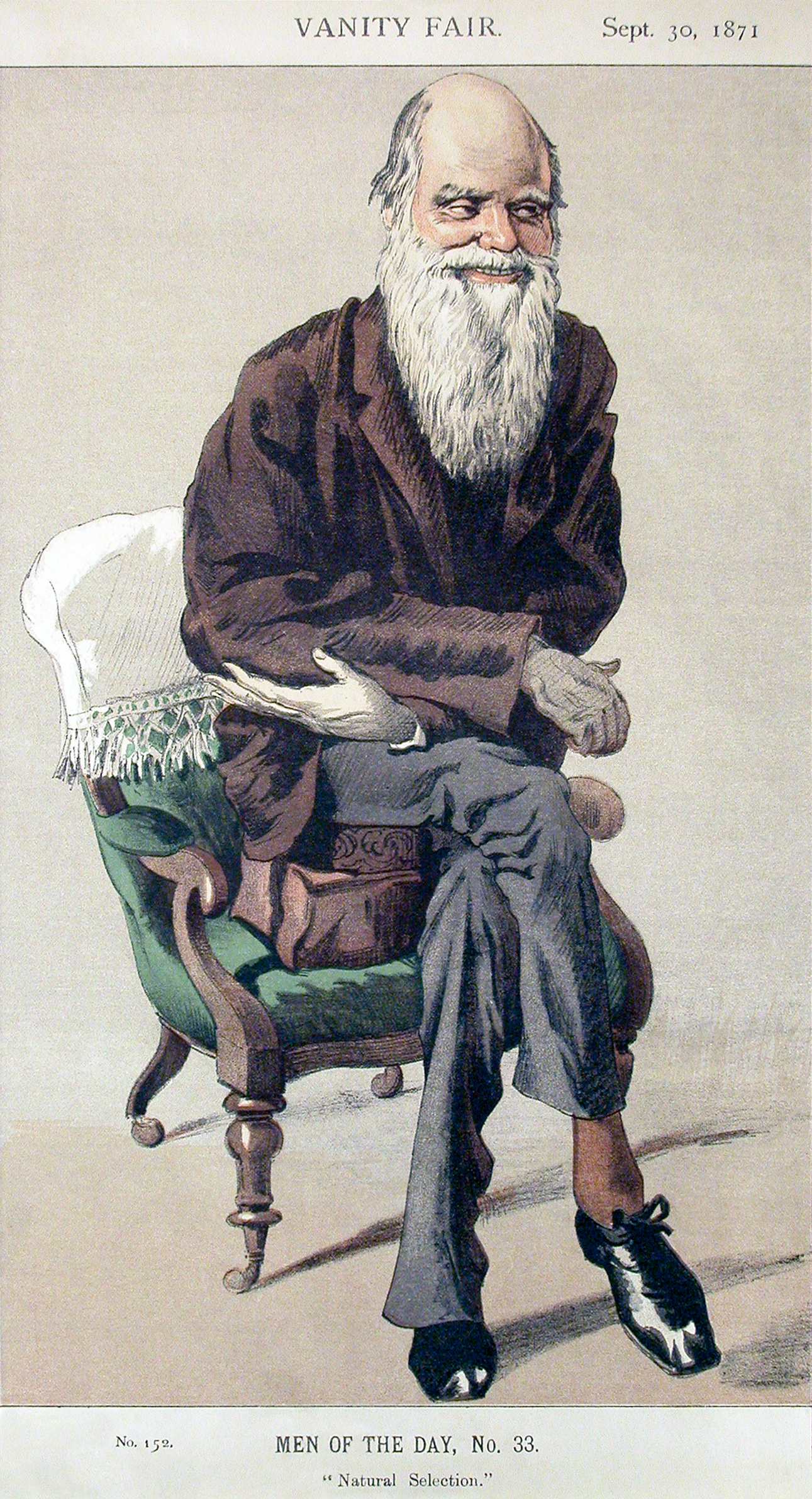
Tranh biếm họa bêu rếu Darwin trên tờ Vanity Fair (1871).

Thanh danh lẫy lừng của Darwin đã khiến tên tuổi ông bị gán cho những ý tưởng và phong trào mà, vào thời buổi bấy giờ, mới chỉ liên quan một cách gián tiếp tới trước tác của ông, đôi khi thậm chí còn đi ngược lại với các quan điểm của ông.
Thomas Malthus từng lập luận rằng, sự sinh sôi nảy nở của dân số vượt quá mức tài nguyên là một thiết kế có chủ đích của Chúa nhằm thúc ép con người làm việc chăm chỉ hơn và hạn chế lập gia đình; vào những năm 1830, luận đề này được dùng để biện hộ cho các trại tế bần và kinh tế học laissez-faire. Thời đó, tiến hóa được xem như một khái niệm hàm chứa các ngụ ý về xã hội; chẳng hạn, cuốn Social Statics của Herbert Spencer (1851) xây dựng các ý tưởng về tự do cá nhân và tự do nhân loại dựa trên lý thuyết tiến hóa Lamarck do tác giả đề ra.
Ngay sau khi cuốn Origin được xuất bản vào năm 1859, giới phê bình đã kịch liệt chỉ trích miêu tả của Darwin về cuộc cạnh tranh sinh tồn trong vai trò một lời biện hộ kiểu Malthus cho chủ nghĩa tư bản công nghiệp Anh lúc bấy giờ. Thuật ngữ Học thuyết Darwin (Darwinism) được dùng để chỉ gộp các ý tưởng mang chiều hướng tiến hóa khác như: sự áp đặt "survival of the fittest" của Spencer vào quá trình thị trường tự do, cũng như quan niệm đa tổ luận của Ernst Haeckel về sự phát triển của loài người. Một số tác giả lấy chọn lọc tự nhiên làm dẫn chứng để ủng hộ nhiều ý thức hệ mang tính chất tự mâu thuẫn như: chủ nghĩa tư bản cá lớn nuốt cá bé kiểu laissez-faire, chủ nghĩa thực dân và chủ nghĩa đế quốc. Mặt khác, quan điểm chỉnh thể về tự nhiên của Darwin lại bao gồm "sự phụ thuộc của sinh vật này với sinh vật kia"; vậy nên, những người mưu cầu hòa bình, có tư tưởng xã hội chủ nghĩa, cải cách xã hội tự do và vô chính phủ như Pyotr Kropotkin thì lại nhấn mạnh giá trị của sự tương trợ hợp tác trong thuyết của Darwin, thay vì cạnh tranh đấu đá lẫn nhau. Bản thân Darwin kiên quyết cho rằng, chính sách xã hội không nên quá chú trọng vào cạnh tranh hay chọn lọc tự nhiên.
Sau những năm 1880, phong trào ưu sinh dần lớn mạnh dựa trên các ý tưởng về kế thừa sinh học, và để biện hộ cho các lý thuyết của mình, những người ủng hộ phong trào đã vận dụng một số khái niệm của thuyết Darwin. Tại Anh, đại đa số người dân ủng hộ quan điểm thận trọng của Darwin về sự cải thiện tự nguyện và tìm cách ủng hộ những cá nhân có tính trạng tốt với "các đặc điểm ưu sinh tích cực". Trong thời kỳ "Che khuất học thuyết Darwin", di truyền học Mendel dường như đã xây dựng được một cơ sở khoa học cho thuyết ưu sinh. Tại Mỹ, Canada và Úc, thuyết ưu sinh tiêu cực, chủ trương loại bỏ những người "kém thông minh", từng có thời rất thịnh hành. Theo đó, Hoa Kỳ đã thông qua các luật triệt sản bắt buộc, và nhiều nước khác cũng học theo. Song rốt cuộc, thuyết ưu sinh Quốc xã đã khiến danh tiếng của ngành này bị bôi đen hoàn toàn.[VIII]
Cụm từ "Thuyết Darwin xã hội" bắt đầu được dùng không thường xuyên vào những năm 1890, rồi trở thành một từ lóng miệt thị hồi những năm 1940, xuất phát từ việc Richard Hofstadter sử dụng nó để đả kích những người có tư tưởng bảo thủ laissez-faire, điển hình như William Graham Sumner, chống cải cách và chủ nghĩa xã hội. Kể từ đó, cụm từ này thường bị lạm dụng những người phản đối việc sử dụng tiến hóa cho mục đích đạo đức học.